# سقوط بغداد (1258)
سُقُوطُ بَغْدَادَ أو حِصَارُ بَغْدَادَ أو الْغَزْوُ المَغُولِيُّ لِبَغْدَادَ أو الاِجْتِيَاحُ الْمَغُولِيُّ لِبَغْدَادَ هو الاصطلاح الذي يُشير إلى دخول المغول بقيادة هولاكو خان حاكم إلخانيَّة فارس مدينة بغداد حاضرة الدولة العبَّاسيَّة وعاصمة الخلافة الإسلاميَّة يوم 9 صفر 656 هـ المُوافق فيه 10 شُباط (فبراير) 1258م، بتكليفٍ من الخاقان الأكبر منكو خان الذي طلب من أخيه هولاكو استكمال فُتُوحات المغول في جنوب غرب آسيا التي كان قد بدأها جدهما جنكيز خان، وهو ما قام به هولاكو حيث تمكن جيشه من اقتحام بغداد بعد أن حاصرها 12 يومًا، فدمَّرها وأباد مُعظم سُكَّانها.
كان المغول قبل اكتساحهم بغداد قد أسقطوا الدولة الخوارزميَّة التي شكَّلت خط الدفاع الإسلامي الأوَّل ضدَّ الهجمات المغوليَّة، وتمكنوا من إبادة بعض الجماعات التي عجز عنها المُسلمون وشكَّلت مصدر إزعاجٍ لهم طيلة سنوات، مثل الحشاشين الذين هدموا معقلهم في آلموت بِإقليم جيلان شمال فارس. وبسُقوط الدولة الخوارزميَّة زال من أمام المغول الحاجز الذي يحول دون تقدُّمهم غربًا عبر فارس وُصولًا إلى العراق. وأرسل هُولاكو إلى الخليفة العبَّاسي أبو أحمد عبد الله المُستعصم بالله يطلب إليه أن يهدم حُصون بغداد ويطمر الخنادق المحفورة حولها كونه لم يُرسل إليه عسكرًا ليُساعدوه في حصار آلموت رُغم أنَّهُ أظهر الطاعة والخُضوع لِسُلطة المغول، وحاول الخليفة استرضاء هُولاكو وبعث إليه بِرسالةٍ يستلطفه وأرفقها بالهدايا، لكنَّ جواب هُولاكو كان عبارة عن التهديد والوعيد باجتياح الممالك العبَّاسيَّة وإفنائها عن بُكرة أبيها.
شكَّل اجتياح المغول لِبغداد ودكِّهم معالم الحضارة والعُمران فيها وقتلهم أهلها كارثةً كُبرى للمُسلمين، بل كارثة الكوارث في زمانها. إذ احترقت الكثير من المُؤلَّفات القيِّمة والنفيسة في مُختلف المجالات العلميَّة والفلسفيَّة والأدبيَّة والاقتصاديَّة والاجتماعيَّة وغيرها، بعد أن أضرم المغول النار في بيت الحكمة، وهي إحدى أعظم مكتبات العالم القديم آنذاك، وألقوا بالكُتب في نهريّ دجلة والفُرات، كما فتكوا بالكثير من أهل العلم والثقافة، ونقلوا آخرين معهم إلى إلخانيَّة فارس، ودمَّروا الكثير من المعالم العُمرانيَّة من مساجد وقُصور وحدائق ومدارس ومُستشفيات. ومن نجا من الأهالي من المذبحة أُصيب بالأمراض والأدواء التي انتشرت في الجو نتيجة كثرة القتلى، وبعض هُؤلاء مات أيضًا. نتيجةً لِذلك، عدَّ الكثير من المُؤرخين المُسلمين والغربيين سُقوط بغداد نهاية العصر الذهبي للإسلام، فيما يراه المُؤرخون المُعاصرون بداية انحدار الحضارة الإسلاميَّة وتراجُعها، ذلك لأنَّ بعض المُنجزات الحضاريَّة استمرَّت بالظُهور (ولو على نحوٍ أقل) حتَّى ذُروة العصر العُثماني وتحديدًا زمن السُلطان سُليمان القانوني.
ظهر مع سُقوط وتدمير بغداد العديد من التكهُنات والتفسيرات والنظريَّات التي ما زال الكثير منها غير مُؤكد أو موضع جدالٍ كبيرٍ بين المُؤرخين والمُطلعين، نظرًا لِما ينطوي عليه من اتهاماتٍ تاريخيَّةٍ خطيرة. فقد قيل أنَّ دُخول المغول إلى بغداد كان بِخيانة الوزير ابن العُلقُمي شيعيّ المذهب، وأنَّ شيعة بغداد تعاونوا مع المغول اتنقامًا من الخليفة الذي كان يُعاملهم بِعُنصريَّة، فيما أنكر مُؤرخون آخرون هذا الكلام مُؤكدين أنَّ ابن العُلقُمي كان ناصحًا للخليفة، لكنَّ الأخير لم يُصغ إليه. كذلك، قيل بأنَّ الصليبيين في الشَّام كانوا على اتصالٍ مع المغول ويُشجعونهم على غزو ديار الإسلام، كما قيل أنَّ البابا نفسه بعث رُسلًا إلى هُولاكو يحُثّه على ذلك.

## الخلفيَّة

### أوضاع الدولة العبَّاسيَّة

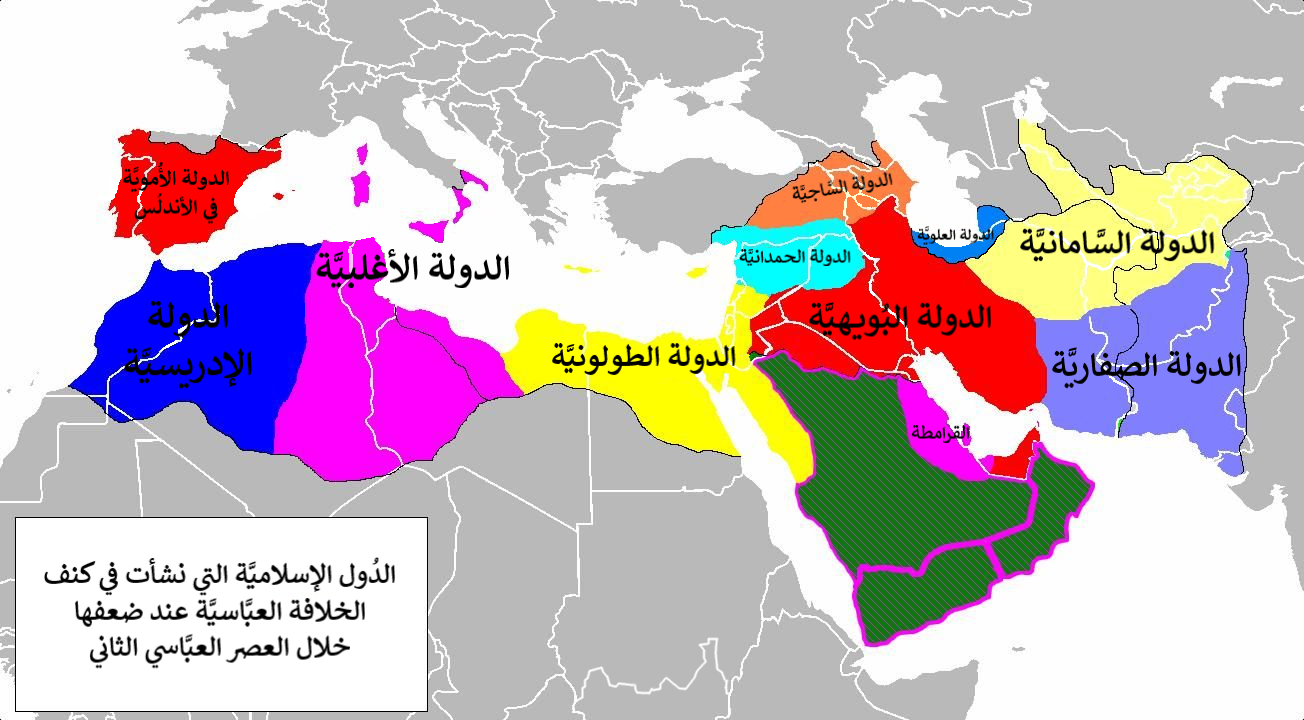
الدُّول الإسلاميَّة المُتعددة التي نشأت بعد ضعف الدولة العبَّاسيَّة وزوال هيبة الخلِافة في بغداد.

كانت بغداد عاصمة الدولة العبَّاسيَّة وحاضرة الخِلافة الإسلاميَّة مُنذ حوالي 496 سنة، وقارب عدد سُكَّانها آنذاك مليون نسمة، إلَّا أنَّ سُلطة الخُلفاء العبَّاسيين في هذا الوقت كانت قد ضعًفت، وانحسر نُفوذهم حتَّى أصبح يقتصر تقريبًا على مُعظم العراق وأجزاء من فارس، أمَّا في بقيَّة العالم الإسلامي فلم يكن لهم سوى الدُعاء على منابر المساجد، بعد أن حدثت عدَّة انفصالات إداريَّة عن الدولة العبَّاسيَّة، في الشَّام ومصر وفارس والأناضول، مُنذ عدَّة قُرون، وتفرَّد بِحُكم تلك البلاد عدَّة وُلاة وأُمراء محليين. ويُعزى ضعف الخُلفاء العبَّاسيين وتراجع هيبتهم، وانفصال بعض الولايات عنهم، إلى عدَّة عوامل، من أبرزها اتساع رقعة الدولة العبَّاسيَّة، حتَّى غدت إمبراطوريَّة تبسطُ جناحيها على كافَّة أنحاء المنطقة المُمتدَّة من حُدود الصين وُصولًا إلى المغرب الأوسط في شمال أفريقيا. ولكن هذا الاتساع في المساحة، بدلًا من أن يكون عامل قُوَّةٍ في كيان الدولة، انقلب إلى عامل ضعفٍ فساعد على تفسُّخها وتفكُّكها، ذلك أنَّ بُعد المسافة بين أجزاء الدولة وبين عاصمتها، وصُعوبة المُواصلات في ذلك الزمن، جعلا الوُلاة في البلاد النائية يتجاوزون سُلطاتهم ويستقلُّون بِشُؤون ولاياتهم دون أن يخشوا الجُيوش القادمة من عاصمة الخِلافة لِإخماد حركاتهم الانفصاليَّة، والتي لم تكن تصل إلَّا بعد فوات الأوان. كذلك، كان الخُلفاء العبَّاسيُّون قد اعتمدوا على التُرك بشكلٍ كبير مُنذ أيَّام الخليفة أبو إسحٰق مُحمَّد المُعتصم بالله نظرًا لِقُدرتهم القتاليَّة العاليَّة ولِأنَّ المُعتصم لم يكن يركن إلى العرب لِكثرة تقلُّبهم وفي نفس الوقت ضعُفت ثقتهُ بالفُرس، فاستكثر من شراء المماليك التُرك بِهدف الحد من النُفوذين العربي والفارسي حتَّى بلغت عدَّتهم ثمانية آلاف مملوك، وقيل ثمانية عشر ألفًا. وخصَّ الخليفة مماليكه بالنُفوذ، وقلَّدهم قيادة الجُيوش، ومكَّنهم في الأرض، وجعل لهم مركزًا مُتفوقًا في مجال السياسة، فنمت قُوَّتهم مع الوقت، وأخذوا يتدخلون في شُؤون الخِلافة، حتَّى أمست الدولة العبَّاسيَّة في أيديهم، يفعلون ما يُريدون، يعزلون خليفة ويُولُّون آخر، حتَّى أنَّ بعض الخُلفاء قُتلوا نتيجة مُؤامراتهم. وطمع بعضهم في الاسئثار بِشُؤون الحُكم في العاصمة حين أدركوا أنَّ الخِلافة لا يُمكنها الاستغناء عن خدماتهم، فأخذوا يزيدون من تدخُّلهم في شُؤون الخِلافة حتَّى تمكنوا من تثبيت أقدامهم في الحُكم، ويصف ابن طباطبا ذلك بِقوله: «وَاستَضعَفُوا الخُلَفَاءَ، فَكَانَ الخَلِيْفَةُ فِي أَيدِيهِمُ كَالأَسِيْر، إِن شَاؤُوا أَبقُوهُ، وَإِن شَاؤُوا خَلَعَوهُ، وَإِن شَاؤُوا قَتَلُوهُ». بناءً على هذا، استبدَّ الحرس التُركي بِأُمور البلاد، وكان من نتيجة ذلك أن تراجعت هيبة الخُلفاء ونُفوذهم شيءًا فشيئًا، وتناوب على الخِلافة أشخاصٌ ضعاف لا مقدرة لهم على تسيير شُؤون البلاد والعِباد، ولم يتمكنوا من إعادة فرض نُفوذهم المُباشر على البُلدان المُنفصلة.

#### نكبة بغداد

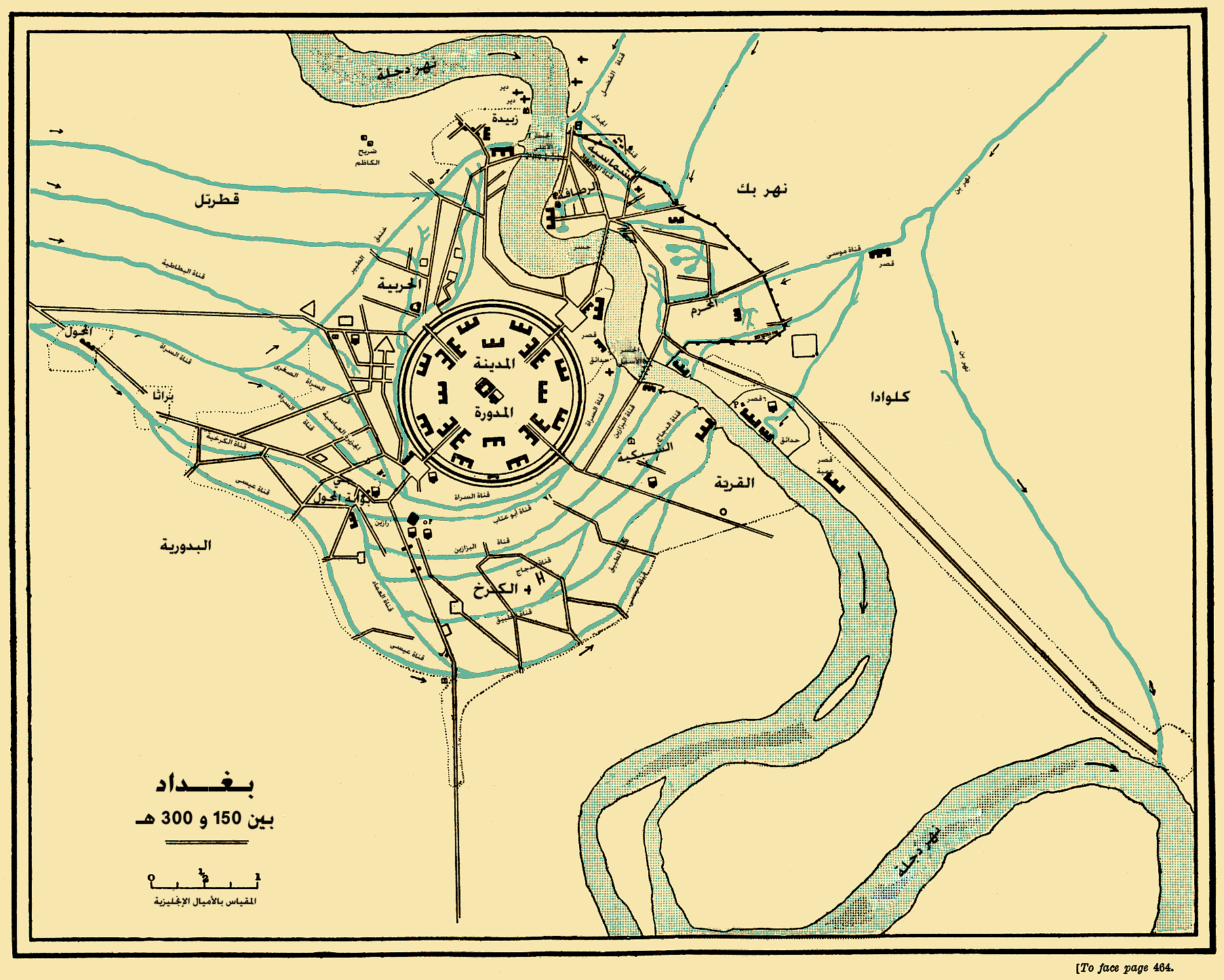
خارطة لِبغداد العبَّاسيَّة وضواحيها كما كانت تبدو تقريبًا زمن الغزو المغولي.

وفي سنة 640 هـ المُوافقة لِسنة 1242م تولَّى أبو عبدُ المجيد عبدُ الله المُستعصم بالله أمر الخِلافة، ويبدو أنَّهُ لم يكن خيرًا من أسلافه، إذ اتصف بالطيش واللامُبالاة والتهوُّر ومال إلى الشهوات الدُنويَّة، وفق ما ورد في المصادر الإسلاميَّة القديمة، فقد وصفه ابن كثير قائلًا: «كَانَ فِيهِ لِينٌ وَعَدَمَ تَيَقُظٍ وَمَحَبَّةٌ لِلمَالِ وَجَمعِهِ». ووصفهُ المُؤرَّخ ابن أيبك الدواداري قائلًا: «كَانَ فِيهِ هَوجٌ، وَطَيْشٌ، وَظُلمٌ، مَع بَلَهٍ، وَضِعفٍ، وَانقِيَادٍ إِلَى أَصحَابِ السُّخفِ. يَلعَبُ بِطُيُورِ الحَمَامِ، وَيَركَبُ الحِمِيرَ المِصْرِيَّةَ الفُرءِ». أمَّا عن الأحوال الداخليَّة في بغداد والعراق حينذاك، فالواقع أنها كانت سيئة جدًا نظرًا لِعدم جديَّة المُستعصم في إدارة الشُؤون العامَّة، فقد أصاب بغداد في أواخر صيف سنة 654 هـ المُوافقة لِسنة 1256م سيلاً ضخمًا أغرقها وأزال بيوتًا ومتاجر كثيرة برُمّتها، وفشا السلب والنهب، وخربت نصف أرض العراق، وأُطلق على هذا السيل تسمية «الغرق المُستعصمي». كذلك، تعددت مراكز القوى آنذاك في عاصمة الخِلافة، واختلفت فيما بينها بِفعل عوامل سياسيَّة ومذهبيَّة. فأربابُ السُلطة، ومن بيدهم إدارةُ الشُؤون العامَّة مُتنازعون مُتباغضون، كُلٌ منهم يُحيكُ المُؤامرات ضدَّ الآخر، ويُسفِّه رأيهُ أمام الخليفة الذي وقف عاجزًا عن وضع حدٍ لِهذه المشاكل. فترتب على ذلك أن اشتدَّت الخِلافات بين وزيريّ المُستعصم مُجاهدُ الدين الدوادار السُنيّ ومُؤيِّدُ الدين بن العُلقُمي الشيعيّ، ممَّا كان لها أثرها السيئ في اضطراب الأُمور وتقويض سُلطة الخِلافة. وكان سُكَّانُ بغداد من المُسلمين والنصارى واليهود، في تناحُرٍ مُستمر وخِلافٍ مذهبيٍّ مُستحكم، خاصَّةً بين المُسلمين أنفسهم، أي بين أكبر طائفتين: أهلُ السُنَّة والجماعة والشيعة الاثنا عشريَّة، كما كانوا يختلفون في المسائل السياسيَّة. وبعد الغرق المُستعصمي هاج مُجاهدُ الدين وابن العُلقُمي على بعض، فانتشرت الاضطرابات بين السُنَّة والشيعة نتيجة هذا الخِلاف بين أقوى رجُلين في المدينة، وامتدَّت الفتنة حتَّى شملت أرض الجزيرة الفُراتيَّة، وتحوَّل الأمر إلى ما يُشبه حربًا أهليَّةً مُصغَّرة.

### أوضاع إمبراطوريَّة المغول

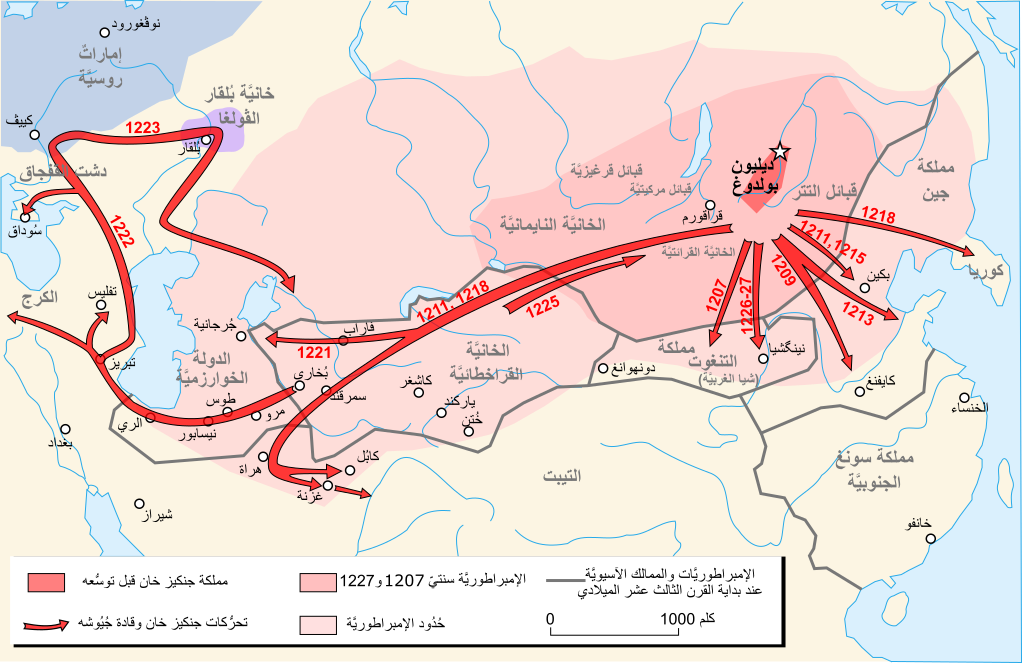
خارطة تُبيِّنُ مسار الحملات العسكريَّة المغوليَّة خِلال عهد جنكيز خان.

انبثق فجر القرن السَّابع الهجري المُوافق للقرن الثالث عشر الميلاديّ، والمشرق الإسلامي يستعد لاستقبال الجُيوش المغوليَّة الجرَّارة التي اندفعت من شمالي آسيا الشرقيَّة على دفعاتٍ في فتراتٍ زمنيَّةٍ مُتقاربة ومُتباعدة، وكان لها أثرُها القريب والبعيد من النواحي السياسيَّة والاقتصاديَّة والثقافيَّة والدينيَّة. واندفع المغول كالسيل الجارف يفتحون البلاد والقلاع الحصينة عبر أنحاء آسيا الشرقيَّة والوُسطى، وتمكنوا تحت قيادة زعيمهم الكبير الخاقان «تيموجين» الشهير بِلقب «جنكيز خان»، من التوسُّع في الجنوب على حساب الصين الشماليَّة وفي الغرب على حساب قبائل القرة خطاي. فتمكَّن المغول من هزيمة مملكة سونگ الصينيَّة، وفتحوا عاصمتها بكين سنة 612هـ المُوافقة لِسنة 1215م، ثُمَّ كرُّوا على أعدائهم في الغرب وقهروا كشلو خان (کوچلُك خان) ملك الدولة القراخطائيَّة، وكانت أملاكه تقع في إقليم ما وراء النهر على حُدود البلاد الإسلاميَّة، واستولى جنكيز خان على بلاده، حتَّى أضحت إمبراطوريَّته الواسعة تُجاورُ ديار الإسلام.

### حملات وغزوات المغول في ديار الإسلام وبدايات العلاقات مع العبَّاسيين

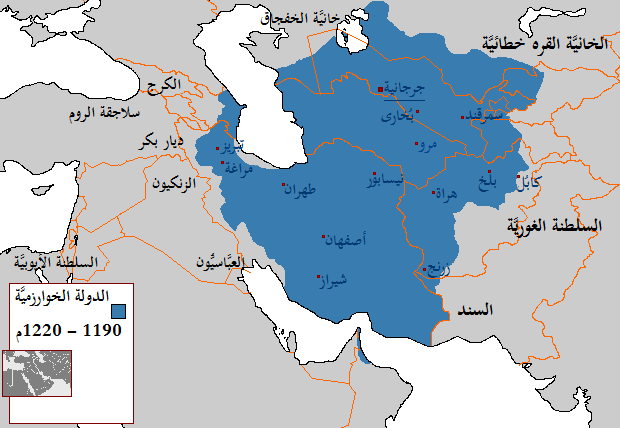
الدولة الخوارزميَّة ما بين سنتيّ 1190م و1220م.

كان الخليفة العبَّاسي أبو العبَّاس أحمد الناصر لِدين الله قد استعان بالخوارزمشاه علاءُ الدين مُحمَّد بن تكش للقضاء على سلاجقة العراق، فكانت تلك فُرصة نادرة استغلَّها الزعيم الخوارزمي لِمد نُفوذه نحو الغرب وتكوين دولة ذات كيان سياسي. وفعلًا، التقى تكش بالسُلطان السُلجوقي طُغرل بك في معركةٍ بالقُرب من الري في سنة 590 هـ المُوافقة لِسنة 1194م وانتصر عليه، وقتل طُغرل في المعركة. وبِذلك، حلَّت الدولة الخوارزميَّة محل الدولة السُلجوقيَّة في فارس والعراق، وراح زُعماؤها يتدخلون في أُمور الخِلافة حتَّى عزموا الاستيلاء على بغداد. لم يقف الخليفة الناصر موقف المُتفرِّج، وحاول بِشتَّى الوسائل أن يحُد من أطماع الخوارزميَّة، حتَّى هداهُ تفكيره أخيرًا إلى الاستعانة بالمغول، ظنًا منه أنه بذلك يؤمّن حدوده الشرقيَّة. وقد أيَّد ابن الأثير الرواية التي ذكرها في معرض كلامه عن شخصيَّة الخليفة الناصر حين قال: «وَكَانَ سَبَبُ مَا يَنسُبَهُ العَجَمُ إِلَيْهِ صَحِيحًا مِن أَنَّهُ هُوَ مَن أَطْمَعَ التَّتَرَ فِي البِلَادِ وَرَاسَلَهُم فِي ذَلِك، فَهُوَ الطَّامَّةُ الكُبرَى الذِي يَصْغَرُ عِندَهَا كُلَّ ذنبٍ عَظِيمٍ». ومهما يكن من أمر، فقد كتب الخليفة العبَّاسي المذكور إلى جنكيز خان بالعُبور إلى البلاد الإسلاميَّة عارضًا عليه استعداده لِمُهاجمة الدولة الخوارزميَّة من الغرب، إذا هو هاجمها من الشرق، ولكنَّ جنكيز خان لم يُعر تلك الرسالة أي اهتمام نظرًا لارتباطه بِمُعاهدة تجاريَّة مع الخوارزميين، ولكنَّ لما أقدم حاكم مدينة أوترار الخوارزميَّة على الفتك بِقافلة مغوليَّة، ثار غضب جنكيز خان فاجتاح الدولة الخوارزميَّة وسيطر خِلال أقل من سنة (617هـ \ 1220م) على إقليم ما وراء النهر سيطرةً تامَّةً مُحكمة. فاستولى على بُخارى وسمرقند، وبعدها حاصر العاصمة خوارزم وفتحها، وأسقط الدولة الخوارزميَّة للأبد. وبعد وفاة جنكيز خان سنة 624هـ المُوافقة لِسنة 1227م، تقاسم بنيه إمبراطوريته. وفي سنة 628هـ المُوافقة لِسنة 1230م، قتل المغول جلال الدين خوارزم شاه بعد مُقاومةٍ باسلة، واستولوا على مملكته، وارتكبوا العديد من المذابح البشعة، وبذلك أصبح الطريق نحو جنوب غرب آسيا مفتوحًا أمام المغول. إلَّا أن خلفاء جنكيز خان انتهجوا سياسةً مُغايرةً لِسياسته، وفضًلوا تأمين فُتوحات المغول بدلًا من مُواصلة الفُتوحات، فسكنت الأمور في غرب آسيا لِفترة. وعندما تولَّى منكو خان الحُكم، قرَّر استكمال الفُتوحات التي بدأها جده جنكيز خان، فأعدَّ العدَّة لِذلك، واختار لِقيادة الفُتوحات عدد من إخوته جعل كُلٌ منهم قائدًا على الجُيوش المُتوجهة في كُل صوب. ووقع اختيار منكو خان على أخيه هولاكو لِقيادة الجُيوش المُكلَّفة بفتح غرب فارس ومصر والشَّام والأناضول وأرمينية.

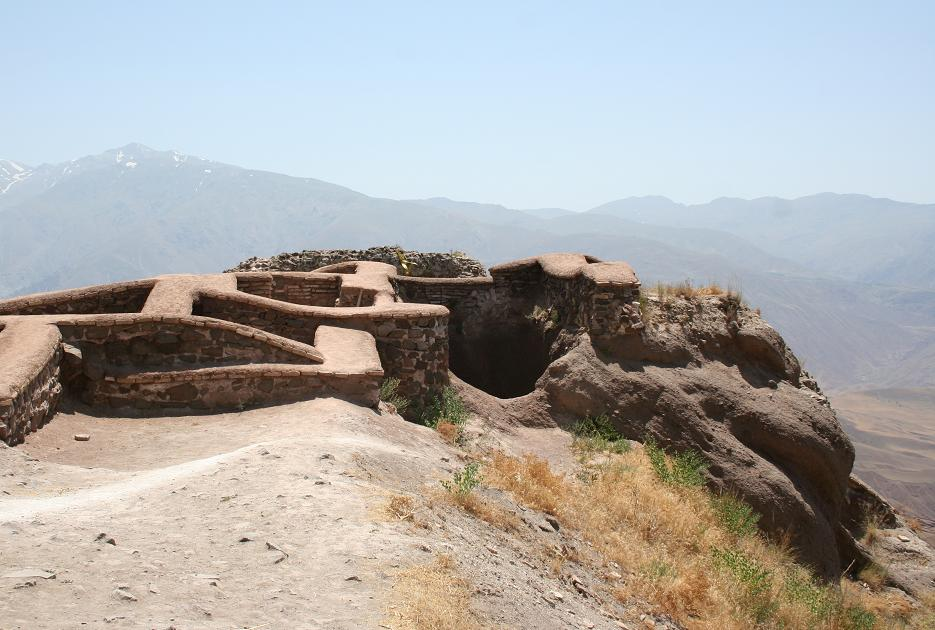
أطلال قلعة آلموت، قاعدة الحشاشين.

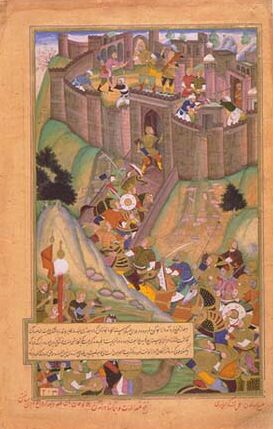
حِصار المغول لِقلعة آلموت.

خصَّص منكو خان خُمس حرس جنكيز خان الخاص ليكونوا حرسًا خاصًا لِهولاكو، كما أرسل مجموعات لاستطلاع طريق الجيش وبناء الجُسور على الأنهار العميقة ومجاري المياه السريعة، ومُصادرة المراعي والمزارع الواقعة على الطريق لِتأمين المؤن والأعلاف للجيوش التي ستعبر الطريق، كما أمدَّ تلك الجُيوش بالتموين المُناسب من كافَّة أنحاء دولته. كما منح أخاهُ إقليم فارس والولايات الغربيَّة، وحدَّد له إطار العلاقة مع الخليفة العبَّاسي، بحيثُ إذا قدَّم فُروض الولاء والطَّاعة فلا يتعرَّض له، أمَّا إذا عصى، فعليه أن يتخلَّص منه حتَّى لا يُشكِّل وُجوده عقبة في طريق الزحف المغولي. ومن جهته وضع هولاكو خطَّةً عسكريَّةً تقضي، أولًا، بالقضاء على الإسماعيليَّة، ثُمَّ غزو المناطق الغربيَّة وُصولًا إلى مصر، في مرحلةٍ ثانية. تحرَّك هولاكو بِجيوشه في شهر ذي الحجَّة سنة 651هـ، وزوّده أُمراء المناطق التي عبر فيها الجيش بالمُؤن، وأعدُّوا السُفن الكبيرة لِتسهيل عُبور الجيوش للأنهار. وصل هولاكو إلى سمرقند في شعبان 653هـ، ومنها سار إلى أن بلغ جبل كش في خُراسان، ثُمَّ راسل مُلوك وأُمراء إيران يُبلغهم بِنيَّته في قِتال طائفة الحشاشين، وأمرهم بإمداده بالجُيوش والأسلحة، وإلَّا فسيُقاتلهم بعد قضائه على الحشاشين، ثُمَّ عبر نهر جيحون في ذي الحجة 653هـ، وأخذ بفتح قلاع الحشاشين الحصينة في قهستان ورودبار وقومس ووزَّع غنائمها على قادة جيشه وعساكره، ولم يبقَ أمامه سوى قلعة آلموت المعقل الرئيسي للحشاشين، وحدث في ذلك الوقت أن تُوفي إمام الإسماعيليَّة النزاريَّة ركن الدين خورشاه بن علاء الدين، مما ترك جماعته في آلموت بلا قائد ولا زعيم، وبتاريخ 26 ذي القعدة 654 هـ المُوافق فيه 14 كانون الأوَّل (ديسمبر) 1256م، تمكَّن المغول من إسقاط قلعة آلموت وقتلوا من بها من الحشاشين لِيصل عدد ضحاياهم من الإسماعيليين إلى حوالي اثنا عشر ألف قتيل، ودُمِّرت آلموت عن بُكرة أبيها وجُعلت قاعًا صفصفًا. ثُمَّ تبع ذلك استيلاء المغول على سلطنة الرُّوم السلاجقة بقيادة بايجو نويان، لِتُصبح بِهذا كُل الطُرق التي تصل إلى بغداد في أيدي المغول.

## المُراسلات بين هولاكو خان والخليفة العبَّاسي

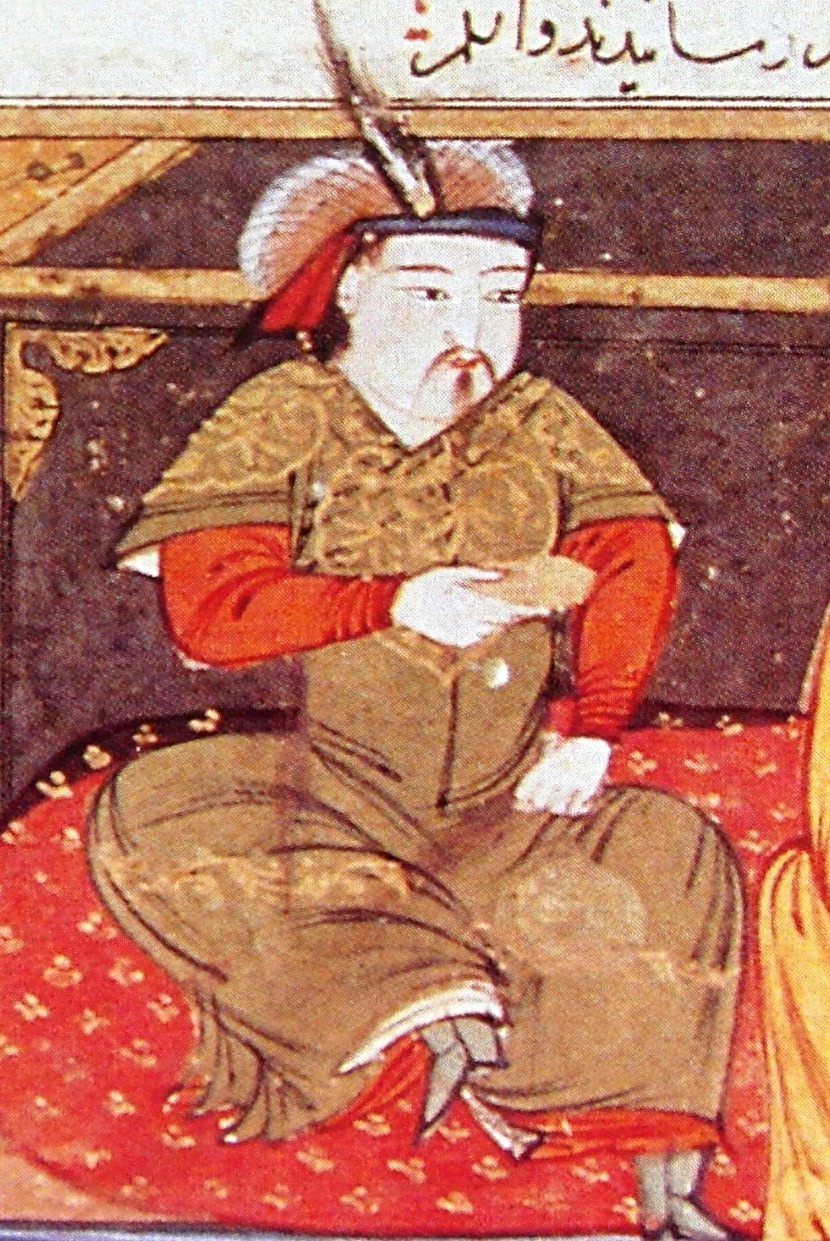
مُنمنمة فارسيَّة تُصوِّرُ هولاكو خان، قائد الجُيوش المغوليَّة التي اجتاحت بغداد.

كان المُستعصم قد لجأ ورجاله إلى مُصانعة المغول بالمال والهدايا في مُحاولةٍ لِتجنُّب الدُخول في معركةٍ معهم، ولم يكن الخليفة الوحيد من بين حُكَّام المُسلمين الذين لجأوا إلى تلك السياسة في التعامل مع المغول، فشاركه في ذلك بدرُ الدين لؤلؤ حاكم الموصل الذي دخل في طاعة المغول، والنَّاصر يُوسُف حاكم دمشق الذي راسل المغول سرًا، وكان يصلهم بالهدايا مع ابنه العزيز ووزيره زين الدين الحافظي لِيتحالفوا معه ضدَّ مصر، والملك المُغيث حاكم الكرك الذي كان أيضًا على تواصلٍ مع المغول. وكان هولاكو في أثناء حربه مع الإسماعيليَّة قد طلب من الخليفة أن يمُدَّهُ بِجيشٍ من عنده لِيشترك مع الجُيوش المغوليَّة في القضاء على الإسماعيليَّة. ويبدو أنَّ الخليفة رفض طلبه هذا بعد مُشاوراتٍ مع مُعاونيه على الرُغم من مُعارضة الوزير ابن العُلقُمي، فأسرَّها هولاكو في نفسه، ولمَّا فرغ من القضاء على الإسماعيليَّة أرسل إلى الخليفة رسالة عتاب تتضمَّنُ تهديدًا وطلب منهُ أن: يهدم الحُصون ويردُم الخنادق ويُسلِّم البلاد لابنه، وأن يحضر لِمُقابلته أو يُرسل الوزير مُجاهد الدين أيبك الدوادار وسُليمان شاه، وأنَّهُ بِهذا سيعفو عنه. وأشار على رُسله أن يُبلغوه بأنَّه بِحال لم يستجب لِلنصيحة وفضَّل الخِلاف والجدال، فلا يبقى عليه إلَّا أن يُعبئ عساكرهُ ويُحدد ساحة القتال.

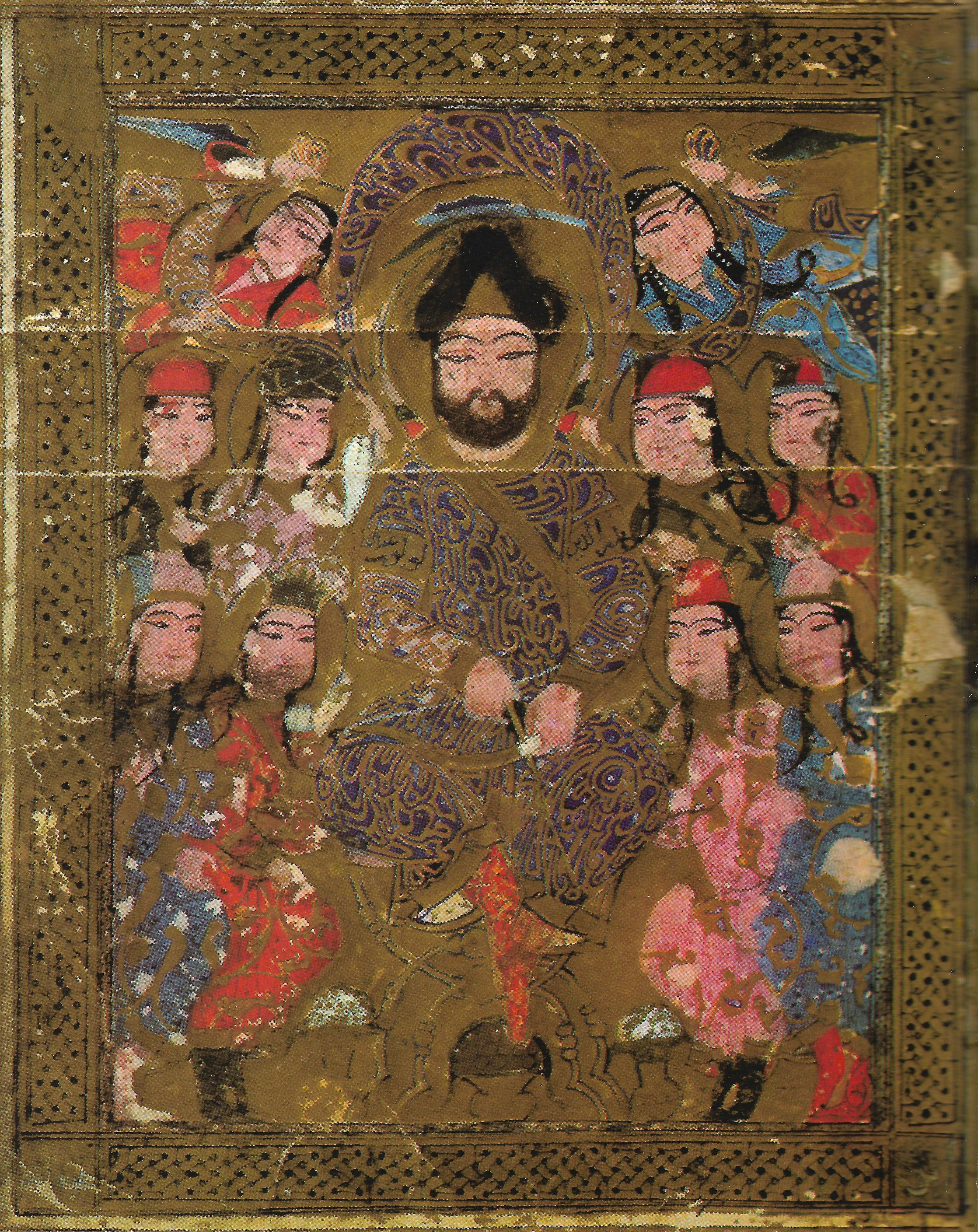
مُنمنمة من كتاب الأغاني تُصوِّر بدرُ الدين لؤلؤ أمير الموصل الذي خضع للمغول بإرادتهِ الحُرَّة.

أثارت هذه الرسالة مخاوف الخليفة العبَّاسي، فنصحهُ ابن العُلقُمي بِإرسال الهدايا لِهولاكو مُصانعةً له، إلَّا أنَّ مُجاهد الدين أيبك الدوادار أثناه عن ذلك. فما كان من الخليفة إلَّا أن بعث بِرسالةٍ مُتناقضةٍ إلى هولاكو، حملها إليه شرفُ الدين بن الجوزي وبدرُ الدين النخجواني، تضمَّنت شيءًا من الإذعان وبعضُ التهديد أيضًا، وأرفقها ببعض التُحف والهدايا، ظنًا منهُ أنَّ ذلك سوف يُثني هولاكو عن عزمه، ويجعلهُ يُفكِّر مليًّا قبل أن يُقدم على غزو بغداد، فقال للقائد المغولي: «أيُّهَا الشَّابُ الحَدَث! المُتَمَنِّي قِصْرَ العُمْر، وَمَن ظَنَّ نَفْسَهُ مُحِيطًا وَمُتَغَلِّبًا عَلَى جَمِيْعِ العَالَمِ، مُغتَرًّا بِيَومَينِ مِنَ الإِقْبَالِ»، وأضاف مُغترًّا بِعديد المُسلمين وقُوَّتهم: «أَلَا يَعْلَمُ الأَمِيْرُ أَنَّهُ مِنَ الشَّرقِ إِلَى الغَربِ، وَمِنَ المُلُوكِ إِلَى الشَّحَّاذِينِ، وَمِنَ الشُّيُوخِ إِلَى الشَّبَابِ مِمَّن يُؤمِنُونَ بِاللهِ وَيَعْمَلُونَ بِالدِّينِ، كُلُّهُم عَبِيدُ هَذا البَلَاطِ وَجُنُودٌ لِي. إِنَّنِي حِينِمِا أُشِيرُ بِجَمعِ الشَّتَاتِ، سَأَبدَأُ بِحَسْمِ الأُمُورِ فِي إِيرَانَ، ثُمَّ سَأَتَوَجَّهُ مِنهَا إِلَى بِلَادِ طُورَانَ، وَأَضَعُ كُلَّ شَخصٍ فِي مَوضِعِهِ». ثُمَّ أنهى رسالتهُ بِقوله أنَّهُ لا يرغب بِقتال هولاكو: «خُصُوصًا وَإِنَّنِي مَعَ الخَاقَانِ وَهُولَاكُو خَان، قَلبٌ وَاحِدٌ وَلِسَانٌ وَاحِدٌ». وختم بقوله: «إنَّ لِي أُلُوفًا مُؤلَّفَةً مِنَ الفُرسَانِ وَالرِّجَّالة.. وَهُم مُتَأَهِبُونَ لَلقِتَالِ».
خرج رُسل الخليفة العبَّاسي ومعهم رُسل هولاكو إلى مدينة همدان حيثُ استقرَّ المغول ريثما يسيرون على بغداد، وفي أثناء خُروجهم من العاصمة العبَّاسيَّة، تعرَّض الرُسل المغول إلى إهانات وشتائم العوام، فمزَّق الناسُ ملابسهم وبصقوا في وُجوههم. ولمَّا بلغوا هولاكو أخبروه بما حلَّ بهم، ثُمَّ دخل عليه الرُسل المُسلمون وسلَّموه الرسالة، وما أن قرأها حتَّى استشاط غضبًا، واعتبر أنَّ كلام الخليفة خالٍ من أيَّة لباقة، ووصف المُستعصم بأنَّهُ رجلٌ لا يتمتع بِأيَّةِ كفائة، وأنَّهُ كالقوس الأعوج في تعامُله معهم، وتعهَّد أن يجعلهُ مُستقيمًا كالسهم. وأرسل إلى الخليفة يُهدده بأنَّهُ آتٍ إليه بجيشٍ جرَّار كالنمل والجراد، فقال له: «عِندَمَا أَقُودُ جَيْشِيَ الغَاضِبُ إِلى بَغدَادَ، سَأَقْبِضُ عَلَيْكَ سَوَاءَ اختَبَأتَ فِي الجَنَّةِ أو في الأَرضِ، سَأَحْرِقُ مَدِينَتَكَ وَأَرْضَكَ وَشَخْصَكَ، إِذَا كُنتَ حَقًا تُرِيدُ حِمَايَة نَفْسَكَ وَعَائِلَتَكَ المُوَقَّرَة، إِسمَع نَصِيحَتِي، وَإِن أَبَيتَ ذَلِكَ فَسَتَرَى مَشِيئَةَ اللهِ فِيكَ». بثَّت الرسالة الرُعب في نفس الخليفة العبَّاسي، فطلب نصيحة وزيره ابن العُلقُمي، فأشار عليه أن يعتذر من هولاكو ويُرسل إليه الأموال والهدايا والتُحف وأعدادًا كبيرةً من الخُيول العربيَّة المُطهمة والجمال. فأُعجب الخليفة بِنصيحة وزيره وأمر بِتجهيز ما يلزم، لكنَّ وزيره الآخر الدوادار نصحه ألَّا يفعل ذلك، فرجع في كلامه وقال لابن العُلقُمي كلامًا ينُمُ عن ضعفٍ وقلَّة درايةٍ وعمىً سياسيّ، ألا وهو: «لَا تَخشَى القَضَاءَ المُقْبِل، وَلَا تَقُل خُرَافَة، فَإنَّ بَينِي وَبَينَ هُولَاكو خَان وَأَخِيهِ مِنكُوقَاآن صَدَاقَةٌ وَإِلفَةٌ، لَا عَدَاوَةٌ وَقَطِيعَة. وَحَيثُ إِنَّنِي صَدِيقٌ لَهُمَا، فَلَا بُدَّ أَنَّهُمَا أَيضًا يَكُونَانِ صَدِيقَيْينَ وَمُوَالِيَينِ لِي، وَإِنَّ رِسَالَةَ الرُّسُلِ غَيرُ صَحِيحَة». وهكذا أدرك ابنُ العُلقُمي أنَّ نهاية بغداد، ومعها دولة بني العبَّاس، قد أصبحت قاب قوسين أو أدنى. وأرسل الخليفة إلى هولاكو هديَّةً مُرفقةً بِرسالةٍ أُخرى لم تفعل شيءًا غير استفزاز القائد المغولي أكثر، وذكَّرهُ فيها أنَّ كُلَّ من قصد إفناء بني العبَّاس وغزو بغداد كانت عاقبتهُ وخيمة، وذلك بِقوبه: «لَيسَ مِن المَصلَحَةِ أَن يُفَكِّرَ المَلِكُ فِي قَصْدِ أُسْرَةِ العَبَّاسِيِّين. فَاحذَر عّيْنَ السُّوءِ مِن الزَّمِانِ الغَادِرِ». فأرسل إليه هولاكو من جديد يتوعَّده بالهلاك والدمار، وقال للخليفة أنَّهُ سيقبض عليه ولو كان في السماء وأنَّهُ سيدفع به غصبًا لِأفواه السباع.

## الاستعدادات

### التجهيزات العبَّاسيَّة

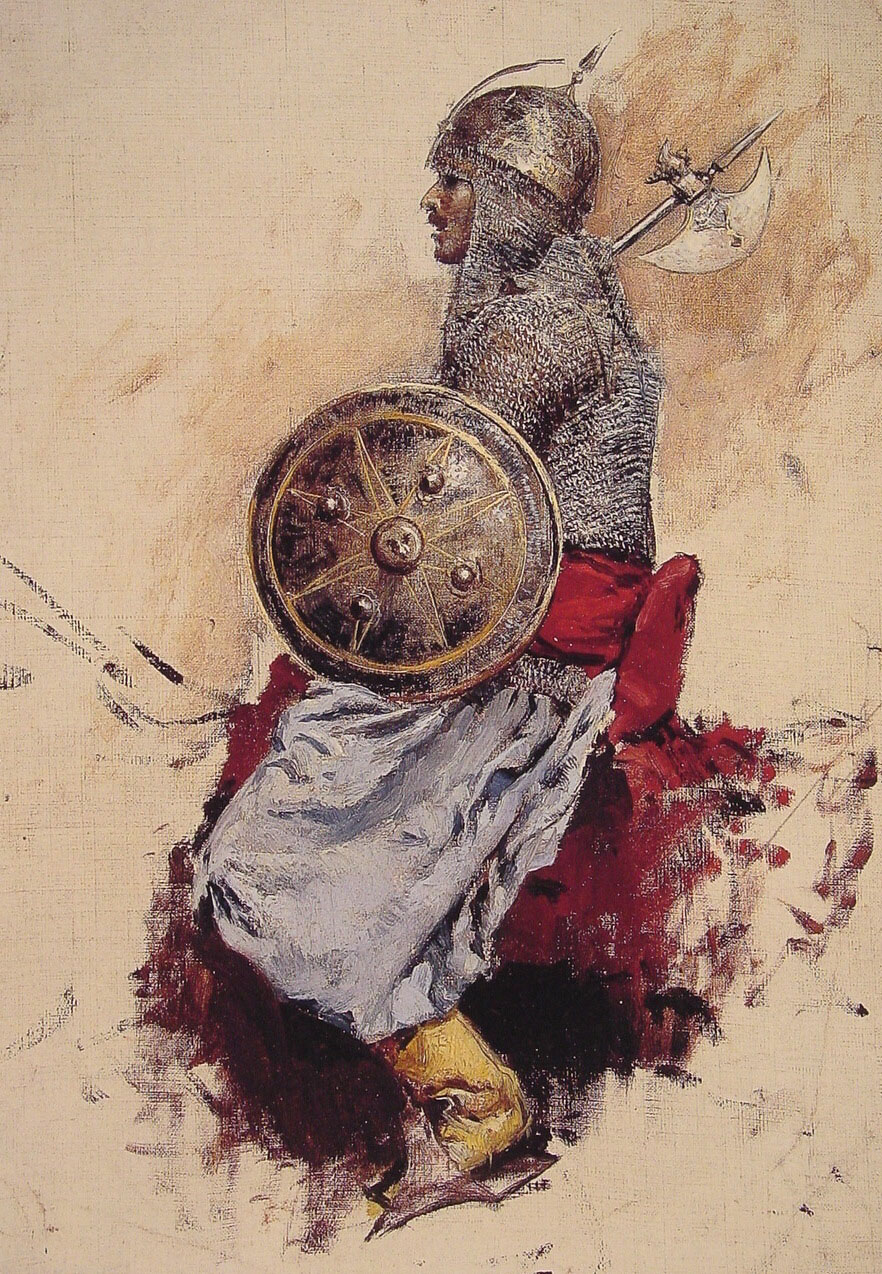
نموذج عن ملابس وعتاد الجُنود المُسلمين.

تُشيرُ بعض المراجع إلى أنَّ الوزير ابن العُلقُمي عمد، بعد أن أثارتهُ الاضطرابات المذهبيَّة ضدَّ الشيعة، إلى مُراسلة هولاكو وأطمعهُ في مُلك بغداد. لكنَّ الواقع أنَّهُ لم يكن لِهذه المُراسلات بين الطرفين، ولا للمُباحثات التي جرت بينهما في وقتٍ لاحقٍ، من أثرٍ كبيرٍ في دفع هولاكو أو في ثنيه عن مُهاجمة بغداد، لِأنَّ الاستيلاء على العراق كان من ضمن سياسةٍ مغوليَّةٍ عامَّة. ووفق مراجع أُخرى، فإنَّ ابن العُلقُمي لمَّا رأى النهاية آتية لا محالة، وخشي من زوال الخِلافة، ومن أثر الخلافات الداخليَّة على بغداد وما تبقَّى من جُندها، دعى إلى لقاءٍ في منزله، جمع فيه كُل أعيان البلاد للتشاور في الأمر، ولِإيجاد الحُلول المُناسبة لِلخطر المغولي الذي يقترب بسرعة نحو أبواب بغداد، واتُفق خلال هذا اللقاء على جمع الجُيوش والعتاد اللازم لِمُحاولة صد هذا الغزو. عُرض الأمر على الخليفة فوافق عليه، وأمر بِحشد الجُند، فجمع ابن العُلقُمي بعض العرب والتُرك، ثُمَّ طُلب من الخليفة منح المال لِتزويدهم بما يلزم من العتاد، إلَّا أنه رفض، عندها أُحبط ابن العُلقُمي وأدرك مدى سوء الوضع الذي وصلت إليه الخِلافة وبغداد. وقد كتب المُؤرِّخ ابن أبي الحديد إلى ابن العُلقُمي قصيدة يمدحه بها على مُحاولته الدفاع عن بغداد جاء في مطلعها:
ينقل ابن كثير أنَّ الجيش العبَّاسي المُدافع عن المدينة كان لا يبلغ أكثر من عشرة ألاف فارس، وصفهم بـ«القلَّة ونهاية الذلَّة»، بعد أن كانوا خِلال السنوات القليلة السابقة يبلغون حوالي 100,000 جُندي. وقال ابن كثير أنَّ هذا التخفيض الكبير في عدد الجُند يرجع إلى نصيحة الوزير ابن العُلقُمي لِلخليفة بِتسريح الفائض من العساكر وإسقاطهم من ديوان الجُند، حتَّى تحوَّل أغلب هؤلاء إلى مُتسولين يشحذون في الأسواق وعلى أبواب المساجد. وذلك ضمن نيَّته بِتخفيض مُستوى دفاعات بغداد حتَّى تقع لُقمةً سائغة بِيد المغول. كذلك أُهملت أسوار المدينة فلم تُدعَّم ولم تتم تقويتها. ويقول المُؤرِّخ ديڤيد نيكول أنَّهُ بِالإضافة إلى فشل الخليفة في تجهيز الجيش المُناسب، أخطأ الخليفة بِأثارتهِ غضب هولاكو بتهديده إيَّاه، وبِوُثوقه المُبالغ به في وزيره ابن العُلقُمي، وهو ممَّا ساعد على تدمير المدينة لاحقًا. كذلك، أُشير إلى أنَّ الخليفة عندما كان يُحذَّر من خطر المغول، واقترابهم من بغداد، كان يقول: «أَنَا بَغدَادُ تَكفِينِي، وَلَا يَستَكثِرُونَهَا لِي، إِذَا نَزَلتُ لَهُمُ عَن بَاقِيَ البِلَادِ، وَلَا أَيضًا يَهجُمُونَ عَلَيَّ وَأَنَا بِهَا وَهِيَ بَيتِي وَدَارُ مَقَامِي».

### تركيبة الجيش المغولي

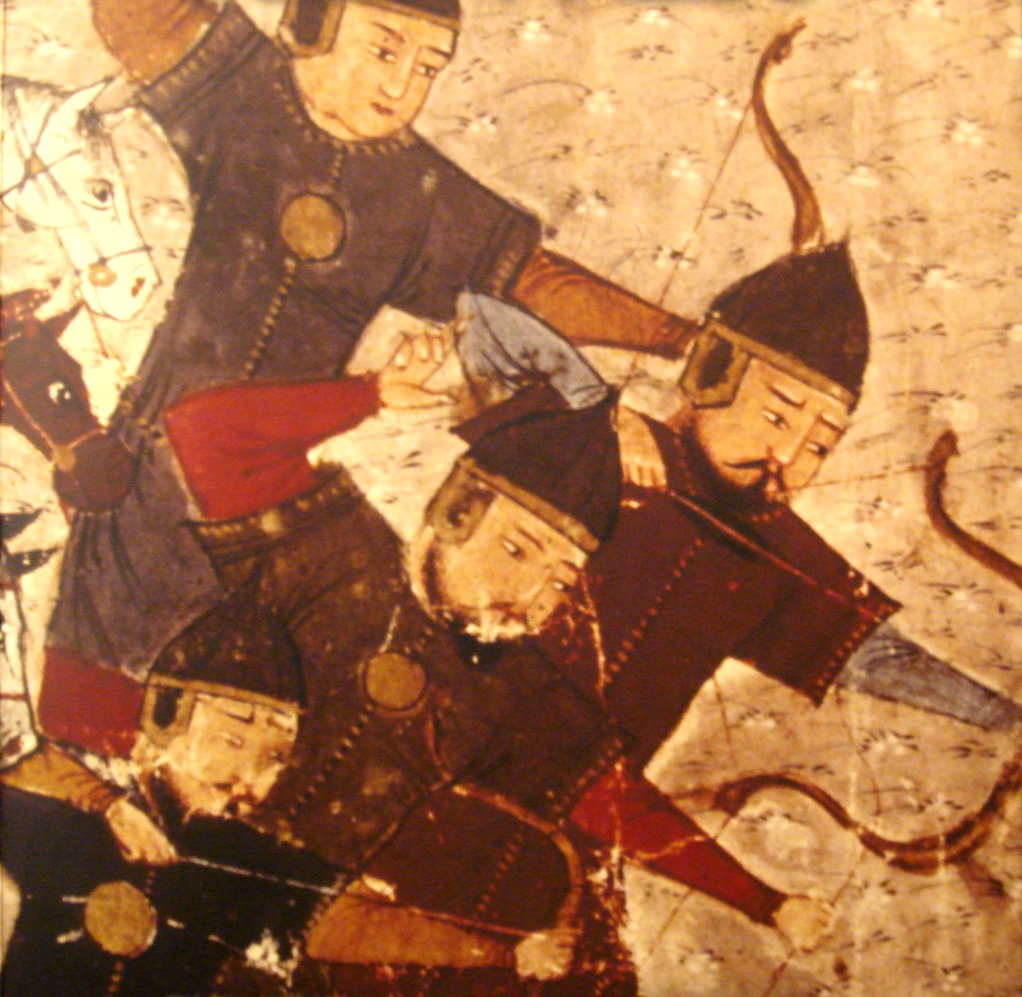
رسم لِمُحاربين مغول من كتاب لِرشيد الدين الهمذاني.

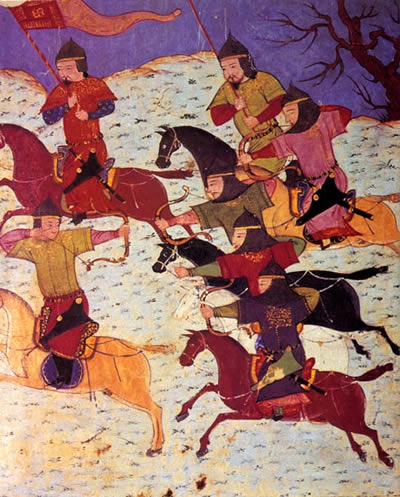
مُنمنمة فارسيَّة من كتاب تُصوِّرُ فُرسانٌ مغول يرمون بِسهامهم من على ظُهُور خُيُولهم، وهو أُسلُوب المُحاربة الذي امتهنه هؤلاء مُنذُ زمن جنكيز خان.

ابتدأ هولاكو يُعد العدَّة لِغزو بغداد، فأمر بِتحريك جُيوش «أرغون خان» و«بايجو خان» من معاقلها في الأناضول ناحية بغداد عن طريق أربيل والموصل وأن تنتظر في غرب بغداد. وأمر قُوَّات «بلغا بن شيبان بن جوجي» و«توتار بن سكنقور بن جوجي» " و«قولي بن أروه بن جوجي» و«بوقا تيمور» و«سونجاق» بالتوجه إليه كي يقفوا في الميمنة. وأمر قُوَّات «كيتوبو قانيون» و«قدسون» و«کوکه إیلگه» بالزحف من حُدود لُرستان وبيات وتكريت ومحافظة خوزستان والوُقوف في الميسرة. وتجمَّعت الجُيوش في مرج «زكي» في ضواحي همدان تحت قيادة «قياق نويان». ومما يلفت النظر أنَّهُ خلال هذه الفترة أرسل الخليفة إلى بدرُ الدين لؤلؤ صاحب الموصل، يطلب منه جماعة من ذوي الطرب، وفي نفس الوقت وصل إليه رسول هولاكو يطلب منهُ منجنيقات وآلات الحصار. فقال بدرُ الدين: «انظُرُوا إِلِى المِطلُوبَينِ وَابْكُوا عَلَى الإِسلَْامَ وَأَهلِهِ». تولَّى هولاكو بنفسه قيادة الجيش بأمرٍ من منكو خان، وشكَّل ذلك الجيش أكبر جيشٍ مغوليٍّ جُهِّزَ حتَّى ذلك الحين، إذ بلغ 10% من كامل قُوَّات المغول، وانضم إليهم جُيوش من الكرج الذين كان لهم دورًا نشطًا في تدمير المدينة، نظرًا لأنَّهم رغبوا بالانتقام من المُسلمين لِما لحقهم من الأذى والاضطهاد خلال غزوة جلال الدين خوارزم شاه قبل عدة عقود، إذ مُحيت كنائس وحدثت مجازر، ولمَّا سقطت الدولة الخوارزميَّة على يد المغول، أتى الكرجيُّون إليهم طائعين وانخرطت فرقة كبيرة منهم في الجيش المغولي. كما زعم آلان ديمورجيه أن قُوَّاتٌ من إمارة أنطاكية الصليبيَّة شاركت في الهجوم، إلى جانب ملك أرمينية الصُغرى وقسمٌ من جيشه، كما قيل أنَّ فرنجة طرابُلس كانوا مثل جيش أرمينية الصُغرى قد قدَّموا فُروض الولاء والخُضوع للمغول وشاركوا معهم معركة بغداد. وذكر عطاءُ الملك الجُويني أنَّ ألفًا من خُبراء المُتفجرات والألغام الصينيين بِالإضافة إلى جُيوشٍ من الأرمن والكرج والفُرس والتُرك شاركوا بالحصار، وبحسب تقديره فإنَّ الجيش المغولي وصل تعداده إلى 150,000 رجل، وكان مُعظم الجُنود والقادة المغول، حسب ما كتبه رينيه گروسيه، من الأرواحيين والبوذيين والمسيحيين النسطوريين، أمَّا هولاكو نفسه فكان بوذيًّا مُتفانيًا.

## التحرُّك نحو بغداد

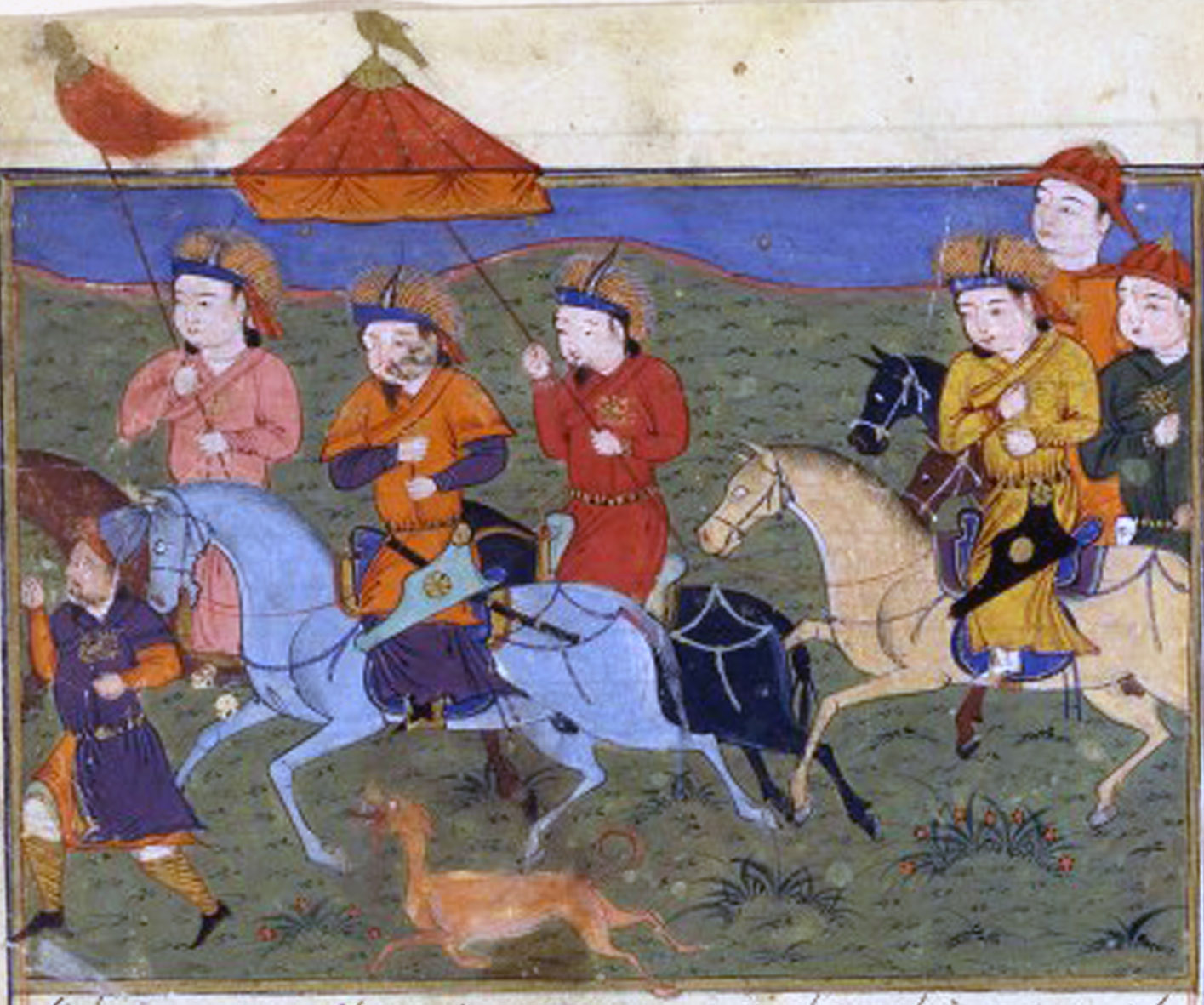
هولاكو خان يسيرُ على رأس جيشه العرمرميّ.

في أواخر شهر كانون الثاني (يناير) يناير سنة 1257م، تحرَّك هولاكو بالجيش وبصحبته أُمراء المغول والقادة وحُكامٌ وكُتّابٌ من إيران. ولمَّا وصل أسد أباد، أرسل للمُستعصم يأمُره بأن يأتيه، فماطلهُ المُستعصم في البداية، ثُمَّ حاول استرضائه ومُهادنته، فأرسل وفدًا إليه يُفاوضه ويستأمن على حياة الخليفة وعائلته ويُثنيه عن احتلال بغداد. وكان الخليفة يُدرك مدى علاقة هولاكو بالمسيحيين السُريان (نظرًا لِكون زوجته دوقوز خاتون مسيحيَّة نسطوريَّة) فأراد استغلالها. فقرر الخليفة أن يُرسل في وفده إلى هولاكو بطريرك السُريان المشارقة مكيخا بن سُليمان القنكاني مع وزيره ابن العُلقُمي والعالم الفقيه سبط ابن الجوزي. وانطلق الوفد المذكور إلى هولاكو محملاً بالهدايا الفاخرة والنفيسة، وعاود ابن الجوزي تحذير هولاكو من مغبَّة هُجومه على بغداد، وعرض عليه تسليمه خزائن المدينة مُقابل الرُجوع عنها. ونقلوا إليه وعد الخليفة بأنَّهُ سيذكر اسم هولاكو في خُطب أيَّام الجُمُعة وسيدعو له على المنابر في كافَّة المساجد. غير أنَّ هولاكو رفض كُل ذلك وأراد الانتقام من الإهانة التي لحقت بِرُسُله، وأجاب الوفد بأنَّه «لم يقطع كُل تلك المسافة لِيُفوِّت زيارة الخليفة» وأنَّهُ «سيرجعُ بإذنه بعد أن يزوره ويُكلِّمه»، واستأنف المسير.
وفي الطريق، بعث هولاكو بِقُوَّاتٍ يقودها قدغان وكتبغا نوين هاجمت الأكراد عند ديار بكر، ففزع الكُرد وفرّوا إلى الجبال، لكنَّ المغول تعقبوهم وذبحوا وأسروا منهم الكثير. ونهبوا كرمنشاه ثم هاجموا طلائع جيش بغداد، وأسروا أيبك الحلبي وسيفُ الدين قلج واستخدموهما كمُرشدين لِقُوَّات المغول. وفي 10 مُحرَّم 656 هـ المُوافق فيه 16 كانون الثاني (يناير) 1258م، عبر بايجو نويان وبوقا تيمور وسونجاق نهر دجلة من ناحية الدُجيل ووصلوا لنواحي نهر عيسى حيثُ افترقا، وتابع بايجو خان زحفه بالجيش إلى غرب بغداد. لمَّا سمع الوزير مُجاهد الدين أيبك الدوادار الذي كان يقود جيش بغداد مع «ابن قر» أنَّ المغول عبروا ضفَّة دجلة الغربيَّة، سارع والتحم بِقُوَّات سونجاق وبوقا تيمور على حُدود الأنبار، فحقق نصرًا مُؤقتًا التحقت على إثره فُلول قُوَّات سونجاق وبوقا تيمور بِقُوَّات بايجو. فما كان من المغول إلَّا أن فتحوا سدًا على النهر، فغمر الماء الصحراء، وحُوصر جيشُ بغداد. وفي الفجر، هاجم بايجو وبوقا تيمور قُوَّات مُجاهدُ الدين وابن قر، وهزموا جيش بغداد، فقُتل ابن قر ومات وغرق 12,000 رجل، وفرَّ مُجاهدُ الدين إلى بغداد، وفرَّ البعض من الجُنود إلى الحلَّة والكُوفة. ثُمَّ واصل بوقا تيمور وبايجو وسونجاق الزحف حتَّى بلغوا غرب بغداد. مرَّ هولاكو بخانقين، وسار منها إلى شرق بغداد في 12 مُحرَّم 656 هـ المُوافق فيه 18 كانون الثاني (يناير) 1258م، فحاصر المغول بغداد من كُلِّ جهة بذلك. وقد شاركت بعض قوات المُسلمين من مذاهب إسلاميَّة مُختلفة في هُجوم المغول على بغداد، فشاركت قُوَّات بدرُ الدين لؤلؤ بقيادة ابنه الصالح رُكن الدين إسماعيل في جيش المغول، وهي نفس القُوَّات التي حاصرت ميافارقين بعد ذلك، وضربتها بالمجانيق. واكتمل الجيش بقدوم قُوَّات هولاكو في 13 مُحرَّم 656 هـ المُوافق فيه 19 كانون الثاني (يناير) 1258م، لِيجتمع بذلك نحو 200,000 مُقاتل وفق تقدير ابن كثير.

## حصار ودك بغداد

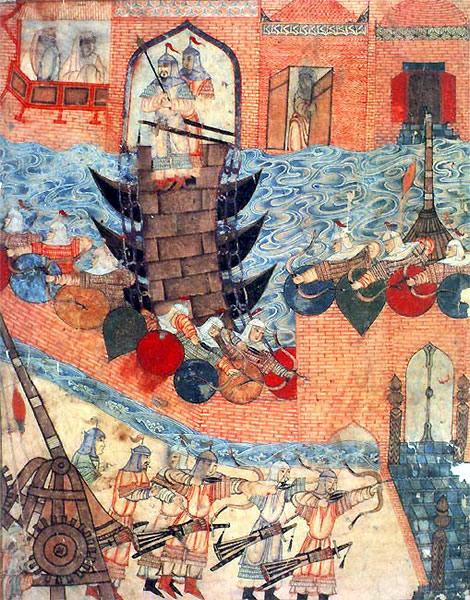
مُنمنمة تُصِّورُ حصار المغول لِبغداد قبل اقتحامها.

يوم 23 مُحرَّم 656 هـ المُوافق فيه 29 كانون الثاني (يناير) 1258م، بدأ قصف المغول لِبغداد بالمجانيق. كان هولاكو في قلب جيشه مُحاصرًا لِلمدينة من أمام البُرج العجمي، والقادة کوکه إیلگه نويان وفربا أمام بوابة كلواذي، وقولي وبولغا وتوتار وشيرامون وأرقيو أمام باب سوق السلطان، وبايجو وسونجاق أمام غرب المدينة عند البيمارستان العضدي، وتمكنت المجانيق من إحداث ثغرة في البرج العجمي. أحسَّ الخليفة بِالخطر، وأنَّ الأمر قد خرج من يديه؛ فسعى في التوصُّل إلى حلٍ سلميٍّ مع هولاكو، وينقل ابن كثير قصَّة مفادُها أنَّ ما أيقظ الخليفة وجعلهُ يُدرك مدى الخطر المُحيط به وبالدولة والإسلام والناس، أنَّه وأثناء الحصار، كان المُستعصم يتلهَّى بالجواري والرَّاقصات من حوله، فأُصيبت جارية كانت تلعب بين يديه وتُضحكه تُدعى «عرفة»، أثناء تبادل رشق النبال مع المغول، مما أثار فزع الخليفة، ولمَّا أُحضر السهم الذي قتل الجارية، وُجد مكتوبًا عليه: «إِذَا أَرَادَ اللهُ إِنفَاذَ قَضَائِهِ وَقَدَرِهِ أَذهَبَ مِن ذَوِي العُقُولِ عُقُولَهُمُ». ناشد الخليفة هولاكو أن يصرف النظر عن الحصار، وبعث إليه بِوزيره يقول له أنَّهُ لبَّى طلبه كما أمر، والآن عليه أن يفي بوعده ويكف الأذى عن المدينة وأهلها. فردَّ عليه هولاكو يقول بأنَّهُ طلب ذلك عندما كان لا يزالُ على باب همدان، أمَّا الآن فقد أصبح على أبواب بغداد، وأصبح هُناك فتنةٌ وقتلٌ وهرجٌ ومرجٌ، فعليه الآن أن يُرسل الثلاثة: الدوادار وسُليمان شاه وابن العُلقُمي. فأرسل إليه الخليفة في اليوم التالي وزيره وصاحب الديوان وبضعة شخصيَّات أُخرى، لكنَّ هولاكو ردَّهم إليه واستمرَّ العراك والدك ستَّة أيَّام. ثُمَّ رمى المغول بغداد بِسهامٍ فيها رسائل فحواها أنَّ المغول أمَّنوا العُلماء والقُضاة والشُيوخ والأكابر والتُجَّار، وكُل من لم يُشارك في القتال.
في يوم الجُمُعة 26 مُحرَّم 656 هـ المُوافق فيه 1 شُباط (فبراير) 1258م، هدم المغول جُزءٌ من البُرج العجمي، وبعد ثلاثة أيَّام تسلَّق المغول البُرج، وقتلوا حاميته. وبِحُلول مساء ذلك اليوم، سيطر المغول على الأسوار الشرقيَّة. كما أمر هولاكو بنصب المجانيق على مجرى النهر، وقطع أي مُحاولة لِلهُروب عبره. وكان مُجاهدُ الدين الدوادار قد فر من بغداد في سفينة، إلَّا أنَّ المغول أغرقوها، بعد أن قذفته قُوَّات بوقا تيمور بِحجارة المنجنيق والسهام وقوارير القطران، فعاد بأسوأ حال إلى المدينة. لمَّا يئس الخليفة من المُقاومة، أرسل إلى هولاكو يُلاطفه بالهدايا، فلم يهتم الأخير، وفي اليوم التالي، أرسل الخليفة ولده أبي الفضل بِأموالٍ لِهولاكو فرفضها، ثُمَّ أعاد الكرَّة في اليوم التالي، فأرسل ابنًا آخر لهُ ومعه أحد الوُزراء ليتشفَّعوا عند هولاكو، فأبى أيضًا. وتشيرُ بعض المصادر إلى أنَّ الأقليَّات الدينيَّة والعرقيَّة في بغداد لمَّا أدركت أنَّ المدينة ستسقط لا محالة، سارعت إلى التفاوض سرًا مع المغول، وبينهم أفراد الحامية التُركيَّة الذين اتصلوا بإخوانهم التُرك في جيش هولاكو وقرروا عدم مُقاتلتهم.

## استسلام وسُقوط بغداد
أرسل هولاكو إلى الخليفة العبَّاسي يقول له أنَّه حُرٌّ في الخُروج أو البقاء داخل المدينة، لكنَّ جيش المغول لن يُبارح الأسوار حتَّى يخرج سُليمان شاه والدوادار، فخرجا إليه. إلَّا أنَّ المغول طالبوهما بِالعودة والخُروج مع أتباعهما من الجُنود، ففعلا وخرج معهُما عساكر بغداد مُستسلمين. ولمَّا كانت أعداد المُستسلمين كبيرة جدًا، قسَّمهم المغول لِمجموعاتٍ من أُلوفٍ ومئاتٍ وعشراتٍ وذبحوهم جميعًا. وقبض هولاكو على سُليمان شاه ومعهُ حوالي 700 شخص من أقاربه، وسألهُ قائلًا: «لَمَّا كُنتَ مُنَجِّمًا، وَمُطَّلِعًا عَلَى أَحوَالِ السَّعدِ وَالنَّحسِ لِلبِلادِ، كَيفَ لَم تَتَنَبَّأ بِسُوءِ مَصِيرِك؟ وَلِمَا لَم تَنصَح مَخدُومِكَ كَي يَأتِيَنَا بِطَرِيقِ الصُّلح؟». فردَّ عليه سُليمان شاه قائلًا: «الخَلِيفَةُ كَانَ مُسْتَبِدًّا بِرَأيِهِ، مَنكُودَ الطَّالِعِ، فَمَا سَمِعَ نَصَائِحَ النَّاصِحِين». فأمر هولاكو بِقتله هو وكُل أتباعه، وبعث بِرُؤوس سُليمان شاه والدوادار وابنه تاج الدين إلى بدر الدين لؤلؤ لتُعلَّق في الموصل. ولمَّا رأى بدر الدين لؤلؤ ما حلَّ بِسُليمان شاه بكى وحزن أشدَّ الحُزن لأنَّ الأخير كان من أصحابه، لكنَّهُ فعل ما أمر به هولاكو خوفًا من إثارة غضبه عليه.
يقول المُؤرِّخ بدرُ الدين العيني أنَّ المغول كانوا يستدعون الأكابر من دار الخِلافة، فيخرُج الواحد منهم بِعياله ونسائه فيأخُذوهم إلى مقبرة الخلال ويذبحونهم كما تُذبح الخرفان ويأخدون بناتهم وجواريهم. وخرجت جماعةٌ أُخرى من الأعيان تطلب الأمان والاستسلام، وأعلنوا لِهولاكو أنَّ الخليفة خارجٌ أيضًا مع أبناءه، وأنَّ هُناك فئةٌ أكبر من الناس ستخرج طائعةً لِلإلخان، وطلبوا منه الصبر عليهم قليلًا. وكاد هولاكو أن يستجيب لِطلب البغداديين لولا أن أُصيب أحد كِبار أُمراء المغول واسمه «هندو البيتكجي» بِسهمٍ في عينه، مما أثار غضب الإلخان وقرر ألَّا يُعتق بغداد، ولم يُعطِ أهلها الأمان. ولجأ المُستعصم إلى وزيره ابن العُلقُمي وسألهُ: «مَا تَدبِيرُ أَمرِنَا؟» فأجابهُ ابن العُلقُمي ببيت شعرٍ يقول:
وفي يوم الأحد 5 صفر 656 هـ المُوافق فيه 10 شُباط (فبراير) 1258م، خرج المُستعصم وأولاده أبو الفضل عبدُ الرحمٰن وأبو العبَّاس أحمد وأبو المناقب مُبارك، ومعهم 700 من القضاة والفقهاء والأُمراء ورجال الدولة والأعيان لِلقاء هولاكو، فأُوقفوا وسُمح لِسبعة عشر رجلٍ فقط بمُصاحبة الخليفة إلى هولاكو، وأُمر بالباقين فقُتلوا، وأمر هولاكو الخليفة بأن يأمر سُكَّان بغداد بالخُروج دون أسلحة ليُحْصَوْا، ففعلوا، فغدر بهم المغول وقتلوهم. ثم وُضع الخليفة وأولاده وأتباعه تحت الحراسة بالقُرب من باب كلواذي في معسكر كتبغا نويان.

## دُخول المغول لِبغداد

### المذبحة الكُبرى وتدمير بغداد
في يوم الأربعاء 9 صفر 656 هـ المُوافق 14 شُباط (فبراير) 1258م، اجتاح المغول طُرقات بغداد، واستباحوها وقتلوا كُلَّ نفسٍ صادفتهم ونهبوا وحرقوا كُل ما صادفوه عدا بعض بُيُوتٍ للرُعاة والغُرباء، كما أمَّن المغول سُكَّان بغداد المسيحيين على حياتهم بِتوصية من زوجة هولاكو النسطوريَّة دوقوز خاتون وكذلك اليهود ومن التجأ إلى دار ابن العُلقُمي، وطائفةٌ من التُجَّار بذلوا المال ليسلموا وذويهم من القتل. وكان أغنياء بغداد من المُسلمين يُدركون المكانة التي يحتلها السُريان لدى هولاكو لذا سارعوا إلى وضع أموالهم أمانةً لدى بطريرك السُريان النساطرة لكي لا ينهبها جُنود هولاكو. وعرض هولاكو قصر الخلافة لِلبطريرك سالف الذِكر، وأمر لهُ بِبناء كاتدرائيَّة، وأقدم المغول على إحراق عدد من معالم المدينة وأماكنها المُقدَّسة، مثل جامع الخليفة ومشهد موسى الجوَّاد ومقابر الخُلفاء. ودمَّروا بيت الحكمة وغيره من مكتبات بغداد النفيسة، وألقوا بالكُتب في نهر دجلة حتى أسودَّ لونه من المداد، وأشارت بعض المصادر أنَّهُ لمَّا كان المُسلمون من أهل السُنَّة والشيعة على خلاف، فقد شارك الشيعة في نهب بغداد واستفادوا من المُناسبات الأُخرى لتصفية حساباتهم القديمة مع أهل السُنَّة. وتمكَّن نصير الدين الطوسي من نقل قدرٍ من كُتب بغداد إلى مدينة مراغة، وأنشأ فيها دارًا جديدة للحكمة ورصد خانة.
استباح المغول بغداد أربعين يومًا، فمالوا على البلد وقتلوا جميع من قدرُوا عليه من الرِّجال وَالنِّساء والولدان والمشايخِ والكُهُول والشُّبَّان، فكانوا يذبحون الرجل، ويسبون من يختارونه من بناته وجواريه، ولم ينجُ من هذه المذبحة سوى القليل، وأغلبهم كان ممن اختبأ في الآبار وأقنية المجارير والأوساخ، وأقدم بعض الناس على الاختباء في الحانات والدكاكين وأقفلوا الأبواب على أنفُسهم، فكان المغول يكسرون الأبواب أو يحرقوها، ويقتحمون تلك الأماكن ويقتلون من فيها، وقام بعض هؤلاء بِمُحاولة الاحتماء على السُطوح، فكان المغول يصعدون ورائهم ويذبحونهم، فتسيلُ دمائهم في المزاريب إلى الأزقَّة. يقولُ ابن كثير: «... وَدَخَلَ كَثِيرٌ مِنَ النَّاسِ فِي الْآبَارِ وَأَمَاكِنِ الْحُشُوشِ، وَقُنِيِّ الْوَسَخِ، وَكَمَنُوا كَذَلِكَ أَيَّامًا لَا يَظْهَرُونَ، وَكَانَ الْفِئَامُ مِنَ النَّاسِ يَجْتَمِعُونَ فِي الْخَانَاتِ، وَيُغْلِقُونَ عَلَيْهِمُ الْأَبْوَابَ، فَتَفْتَحُهَا التَّتَارُ إِمَّا بِالْكَسْرِ أَوْ بِالنَّارِ، ثُمَّ يَدْخُلُونَ عَلَيْهِمْ فَيَهْرُبُونَ مِنْهُمْ إِلَى أَعَالِي الْمَكَانِ، فَيَقْتُلُونَهُمْ فِي الْأَسْطِحَةِ، حَتَّى تَجْرِيَ الْمَيَازِيبُ مِنَ الدِّمَاءِ فِي الْأَزِقَّةِ، فَإِنَّا لِلَّهِ وَإِنَّا إِلَيْهِ رَاجِعُونَ...». وحرق المغول كُتب العلم والأدب، وقيل أنهم استخدموها جسرًا لِعُبور النهر.
اختلف المؤرخون في عدد من قُتلوا في بغداد، فمنهم من قدَّرها بِحوالي 90,000 أو 200,000 قتيل، وحسب المصادر الفارسيَّة فإنَّ القتلى تراوح عددهم ما بين 800,000 إلى 2 مليون، وقال ابن تغري بردي أنهم بلغوا أكثر من 1,800,000 نفس، أو مليوني نفس، فيما رجَّح الذهبي في كتابه «تاريخ الإسلام» أن القتلى كانوا 800,000 نسمة. وبعد الأربعين يومًا، أوفد أهل بغداد شرف الدين المراغي وشهاب الدين الزنجاني إلى هولاكو يطلبون الأمان، فأصدر هولاكو أوامره بوقف النهب، وانصرف أهل بغداد إلى مُزاولة أنشطتهم اليوميَّة.

### إعدام المُستعصم

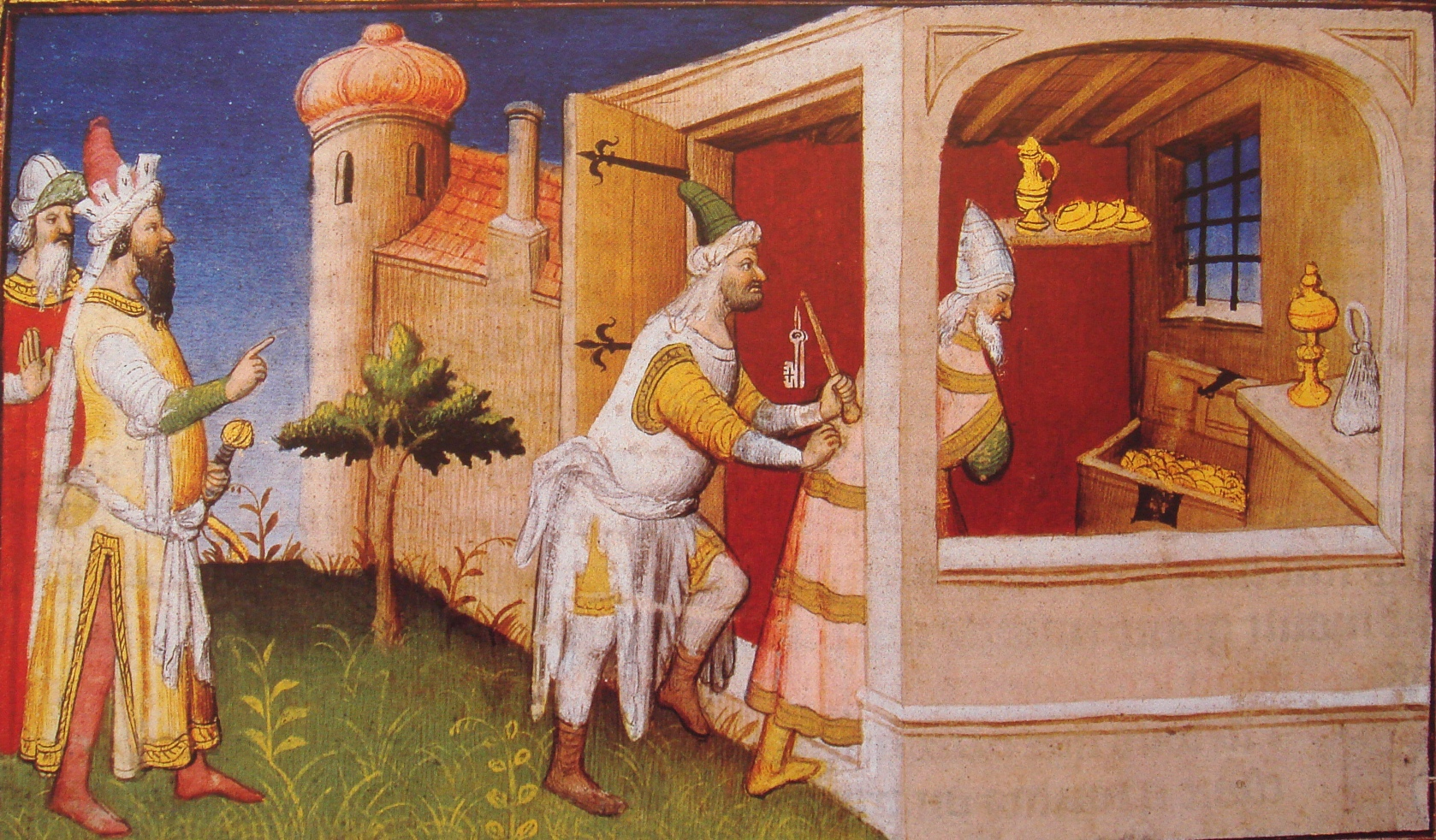
مُخطط لِهُولاكو وهو يحبس الخليفة عند كُنوزه.

في يوم الجُمُعة 11 صفر 656 هـ المُوافق فيه 16 شُباط (فبراير) 1258م، دخل هولاكو قصر الخليفة، وأمرهُ أن يدُلَّه على كُنوزه، فدلَّهُ الخليفة من خوفه على أحواضٍ تحت ساحة القصر، مملوءة بالذهب الأحمر، وكان هولاكو قد قال للخليفة أنَّ المغول ضُيوفه وهو المُضيف، فعليه أن يُحضر لهم ما يليقُ بهم، أي أموال وكُنوز بني العبَّاس. وكان الخليفة من شدَّة خوفه نسي موضع مفاتيح الخزائن، فطلب كسر الأقفال، وأعطى هولاكو 2000 ثوب و10,000 دينار ونفائس ومُرصَّعات وجواهر. فأخدها هولاكو من غير اكتراث وأعطاها لِلأُمراء والموجودين. ويذكر مُؤرِّخ المغول رشيد الدين فضل الله الهمذاني أنَّ ما جمعهُ بني العبَّاس خلال خمسة قُرونٍ من أموال أصبح غنيمةٍ للمغول، فجمعوه وكدَّسوه حتَّى صار وكأنَّهُ جبلٌ على جبل. وسأل هولاكو الخليفة لمَّا رأى كثرة أمواله: «إِذَا كُنْتَ تَعرِفُ أنَّ الذَّهَبَ لَا يُؤكَلُ فَلِمَ احتَفَظتَ بِهِ، وَلَم تُوَزِّعَهُ عَلَى جُنُودِكَ، حَتَّى يَصُونُوا لَكَ مُلكَكَ المَورُوثُ مِن هَجَمَاتِ هَذَا الجَيشِ المُغِيرِ؟ وَلِمَ لَم تُحَوِّلَ تِلكَ الأَبْوَابَ الحَدِيدِيَّةِ إلى سِهَامٍ وَتُسرِعَ إِلى شَاطِئَ نَهرَ جَيحُون لِتِحُولَ دُونَ عُبُورِي؟» فقال الخليفة: «هَكَذَا كَانَ تَقدِيرُ الله»، فردَّ هولاكو: «وَمَا سَوفَ يَجرِي عَلَيكَ إِنَّمَا هُوَ تَقدِيرُ الله». ثُمَّ أمر هولاكو بجمع حريم الخليفة وإحصائهم، فكانوا 700 زوجة ومُلك يمين و1000 جارية، فأمره بأن يختار منهن مائة، فاختارهم الخليفة من قريباته والمُحظيات لديه. ثُمَّ أمر هولاكو بِوضع الخليفة في السجن وأن يُمنع الطعام عنه، ولمَّا طلب المُستعصم بشيءٍ من الطعام أرسل له هولاكو طبقًا فيه جواهر ذهب وفضَّة وطلب منه أن يأكلهم.
وفي 14 صفر 656 هـ المُوافق فيه 19 شُباط (فبراير) 1258م، أرسل هولاكو في طلب الخليفة الذي شعر أنَّ استدعائهُ علامة نحسٍ كبيرة، فسأل وزيره ابن العُلقُمي: «ما حيلتُنا؟». فردَّ عليه ابن العُلقُمي باستهزاء: «لحيتُنا طويلة»، مُشيرًا ومُستذكرًا نكاية مُجاهد الدين الدوادار بِنصيحته عندما قال للخليفة أن يُرسل هدايا وعطايا إلى المغول لِيتجنَّب الحرب مع هولاكو، فرفض الدوادار تلك النصيحة وقال: «لحيةُ الوزير طويلة». ولمَّا يئس الخليفة من إنقاذ حياته استأذن في أن يذهب إلى الحمَّام لِيُجدد اغتساله ويكون على طهارةٍ إن قرر المغول قتله. فأمر هولاكو خان بأن يذهب مع خمسةٍ من المغول، ولكنَّ الخليفة قال: «أنا لا أريد أن أذهب بصحبة خمسةٍ من الزبانية»، وكان يُنشد بيتين أو ثلاثة من قصيدة:
وفي مساء ذلك اليوم، أمر هولاكو بِإعدام الخليفة، فقتلهُ المغول بعد أن جُمع في سجَّاد، وركلوه ركلاً بالأرجل حتَّى مات، وقيل خنقوه أو أغرقوه. وقيل أنَّهم قتلوه بهذه الطريقة كي لا تسيل دماءه على الأرض فيُصبح له ثأر بين المُسلمين. وكان عُمرُهُ يومئذٍ ستًّا وأربعين سنةً وأربعة أشهُرٍ، وبلغت مُدَّةُ خِلافَتهِ خمس عشرة سنةً وثمانيةُ أشهُرٍ وأيَّام. كما قتل المغول الابن الأكبر لِلخليفة أبو العبَّاس أحمد ولهُ خمسٌ وعُشرون سنة، ثُمَّ قُتل ولدهُ الأوسط أبو الفضل عبدُ الرحمٰن ولهُ ثلاثٌ وعُشرون سنة، وأُسر ولده الأصغر مُبارك وسُبيت بناته فاطمة وخديجة ومريم. كما قُتل خمسةٌ من الخدم الذي كانوا يتبعون الخليفة وأولاده في قرية «وقف»، وبعد بضعة أيَّام أُرسل مُبارك الابن الأصغر إلى أولجاي خاتون فأرسلتهُ إلى مراغة لِيكون مع الخواجة نصيرُ الدين الطوسي ثُمَّ زوجه المغول من امرأةٍ مغولية فأنجب منها بولدين. وفي اليوم التالي لِإعدام الخليفة، تتبع المغول العباسيين قتلًا، فقضوا على كُلِّ شخصٍ وجدوه حيًّا من العبَّاسيين إلَّا أفرادًا قلائل لم يأبهوا لهم. وبذلك قُضي على دولة خُلفاء آل العبَّاس الذين حكموا بعد بني أُميَّة وكانت مُدَّة خلافتهم خمسًا وعشرين وخمسُمائة سنة وعددهم سبعةٌ وثلاثون خليفة.

## بعد سُقوط بغداد

### خُروج الناس من مخابئهم
كان من بقي على قيد الحياة من أهالي بغداد قد أصبح في أسوأ حال، بعد أن مضى عليهم أربعين يومًا مُختبئين في الأقنية والمجاري تحت الأرض، ولمَّا نُودي بِبغداد بِالأمان خرج من كان تحت الأرض بِالمطامير والقُنيِّ والمغاير، كأنَّهم الموتى إذا نُبشوا من قُبورهم، وبلغ من هول صدمة الناس وخوفهم أن أنكروا بعضهم بعضًا، فلم يعرف الوالد ولدهُ، ولا الأخ أخاه، وظلَّوا على تلك الحال فترةً من الوقت حتَّى أدركوا نهاية محنتهم، فبادروا إلى دفن الضحايا المُتناثرين، وطهَّروا الطُرق من جُثث القتلى والحيوانات النافقة وفتحوا الأسواق من جديد.

### ترتيبات المغول
أقرَّ المغول ابن العُلقُمي وعددًا من رجال الخليفة على مناصبهم، فأبقوا الأخير في منصب الوزارة، وأرسلوا فخر الدين الدامغاني لِيكون صاحب الديوان وجعلوا علي بهادُر شحنة لها وعينوا المُحتسبين لمراقبة المقاييس والأوزان ونصبوا عمادُ الدين عُمر القزويني نائبًا للأمير قراتاي وهو الذي عمَّر مسجد الخليفة ومشهد موسى الجوَّاد، وكذلك نُصب نجمُ الدين أبو جعفر أحمد بن عُمران الملقب بِـ«راست دل» واليًا على أعمال شرقيّ بغداد مثل طريق خُراسان والخالص البندنيجين، وأمر هولاكو بِأن يكون نظامُ الدين عبد المنعم البندنيجي قاضيًا للقُضاة واختار کوکه إیلگه وبوقا تيمور ومعهُما ثلاثة آلاف من فُرسان المغول وبعث بهم إلى بغداد لِيقوموا بالعمارة في الحال وليعملوا على استتاب الأمن. كما أقرُّوا بدرُ الدين لؤلؤ على إمارة الموصل، وفي يوم الخميس التاسع والعشرين من صفر حضر إلى الدركاة شرفُ الدين ابن الوزير ابن العُلقُمي ومعهُ صاحب الديوان لِتلقي التعليمات ثم عادا وفي يوم الجُمُعة الثالث من العشرين رحل هُولاكو ونزل بقية الشيخ مكارم، ومن هُناك كان يسير مرحلة بعد مرحلة إلى أن بلغ معسكراته في خانقين. وينقل ابن كثير أنَّ ابن العُلقُمي كان يعتزم تعطيل المدارس والمساجد والرُبط السُنيَّة بِبغداد، ويستمر بالمشاهد والمدارس الشيعيَّة فحسب، وأراد أن يبني للشيعة مدرسةٌ ينشُرون بها عُلومهم الفقهيَّة، لكنَّهُ لم يتمكَّن من ذلك، إذ لم يُعمِّر بعدها كثيرًا، فمات في مُستهل جُمادى الآخرة بعد شُهُورٍ يسيرةٍ من سُقوط بغداد، وخلفه ابنه في منصبه، لكنَّهُ مات أيضًا قبل انقضاء العام. وبعد سنةٍ عيَّن هولاكو عطاء الملك الجُويني حاكمًا على بغداد وجنوب العراق ومحافظة خوزستان.

### انتشار الأوبئة والأمراض
رُغم اختلاف التقديرات حول عدد القتلى في بغداد إلَّا أنَّهُ من المُتفق أنَّها كانت أعدادًا ضخمةً جدًا، وقد تناثرت الجُثث في الطُرقُات كأنها التُّلُولُ، ثُمَّ تساقطت عليهم الأمطار فتغيَّرت صُورتهم، وأنتنت المدينة من جيفهم، وتغيَّر الهواء، واضطر هولاكو أن ينقل مُخيمه من المدينة بِسبب رائحة العُفونة التي انطلقت من جيف القتلى. وحصل بِسبب ذلك وباءٌ شديد حتَّى تعَدَّى وسرى في الهواء إِلى الشَّام، فمات خلقٌ كثيرٌ من تغيُّر الجوِّ وفسادِ الرِّيحِ في حلب ودمشق. يقولُ ابن كثير في هذا المجال: «فَاجْتَمَعَ عَلَى النَّاسِ الْغَلَاءُ وَالْوَبَاءُ وَالْفِنَاءُ وَالطَّعْنُ وَالطَّاعُونُ، فَإِنَّا لِلَّهِ وَإِنَّا إِلَيْهِ رَاجِعُونَ». وسُرعان ما أُصيب بالوباء الكثير من الأشخاص الذين نجوا من المذبحة، فماتوا هم أيضًا. ويُقال أنَّ هولاكو كان قد عقد العزم على إحراق بغداد عن بُكرة أبيها قبل أن يُغادرها لِكثرة ما أنتن جوُّها وبعد أن لم يبقى فيها من معالم الحضارة والعمران إلَّا اليسير، لكنَّ كتبغا نصحهُ ألَّا يفعل لأنَّ بغداد مدينة كبيرة ومقصد التُجَّار من كُل حدبٍ وصوب، ويُمكنُها أن تأتي للمغول بالأموال الطائلة، فصرف هولاكو النظر عن إحراقها.

### التحضير لِغزو الشَّام ومصر

خريطة تُوضح غزوات المغول للشَّام وأماكنها.

بعد الانتهاء من بغداد، عاد هولاكو إلى خانقين للتجهيز لغزو الشَّام، وهُناك استقبل رُسُل النَّاصر يُوسُف الأيُّوبي صاحب حلب يسأله مُعاونته على غزو مصر للانتقام من المماليك الذين انتزعوا البلاد من الأيُّوبيين، على الرُغم من أنَّ الصُلح كان قائمًا بين الطرفين بِدعمٍ من الخليفة العبَّاسي المُستعصم، الذي كان قبل الغزو المغولي قد أرسل رسولًا إلى النَّاصر يُوسُف يأمُرهُ بِمُصالحة الملك المُعز أيبك وأن يتفقا على حرب المغول. ويبدو أنَّ موجة الرُعب التي أثارتها أخبارُ المغول ووحشيَّتهم جعلت الطرفين يستجيبان في سُهولةٍ لِدعوة الخليفة المُستعصم، فتمَّ الصُلح بِشرط أن يكون لِلمماليك مصر حتَّى نهرُ الأُردُن وللأيُّوبيين ما وراء ذلك من بلاد الشَّام، بِمعنى أن تستولي سلطنة المماليك على غزَّة وبيت المقدس ونابلس والسَّاحل كُلِّه فضلًا عن مصر. ولكن يبدو أنَّهُ كان لِسُقوط بغداد أثرٌ كبيرٌ في جعل الناصر يُوسُف يعدل عن الصُلح ويطمع في استرجاع مصر، فدعا هولاكو إلى التعاون. وكان أن استجاب هولاكو لِتلك الدعوة، وقرَّر إرسال قُوَّة من عشرين ألف فارس إلى الشَّام، ولم يلبث المغول أن زحفوا من العراق على الشَّام، فانتقلوا في سُرعةٍ مُذهلةٍ من ديار بكر إلى آمُد يُريدون حلب. ولم يُوفَّق المُسلمون في الدفاع عن حلب فدخلها المغول وقتلوا ونهبوا وسلبوا وفعلوا عادة فعلهم. وهُنا أفاق النَّاصر يُوسُف لِحقيقة خطر المغول، فأرسل إلى قريبه المُغيث عُمر صاحب الكرك والمُظفَّر قُطُز صاحب مصر يطلب منهُما النجدة السريعة. على أنَّهُ يبدو أنَّ كثيرًا من الأُمراء بالشَّام خافوا عاقبة مُقاومة المغول ونادوا بِأنَّهُ لا فائدة من تلك المُقاومة، فأخذ الأمير زينُ الدين الحافظي يُعظِّم من شأن هولاكو وأيَّد مبدأ الاستسلام له، ولكنَّ الأمير رُكن الدين بيبرس البندقداري - أحد أُمراء المماليك البحريَّة بالشَّام - لم يُعجبه ذلك القول، فقام وسبَّهُ وضربه وقال له: «أَنْتُمُ سَبَبُ هَلَاكُ المُسْلِمِيْن!» ولم يرضَ بيبرس ومن معهُ من البحريَّة عن مسلك الناصر يُوسُف وأُمراء الشَّام، فساروا إلى غزَّة، وأرسل بيبرس إلى السُلطان قُطُز يعرض عليه توحيد جُهود المُسلمين ضدَّ خطر المغول. وفي الحال استجاب قُطُز للدعوة، فأرسل إلى بيبرس يطلب منهُ القُدوم، واستقبلهُ بِدار الوزارة وأقطعهُ قليوب وأعمالها.

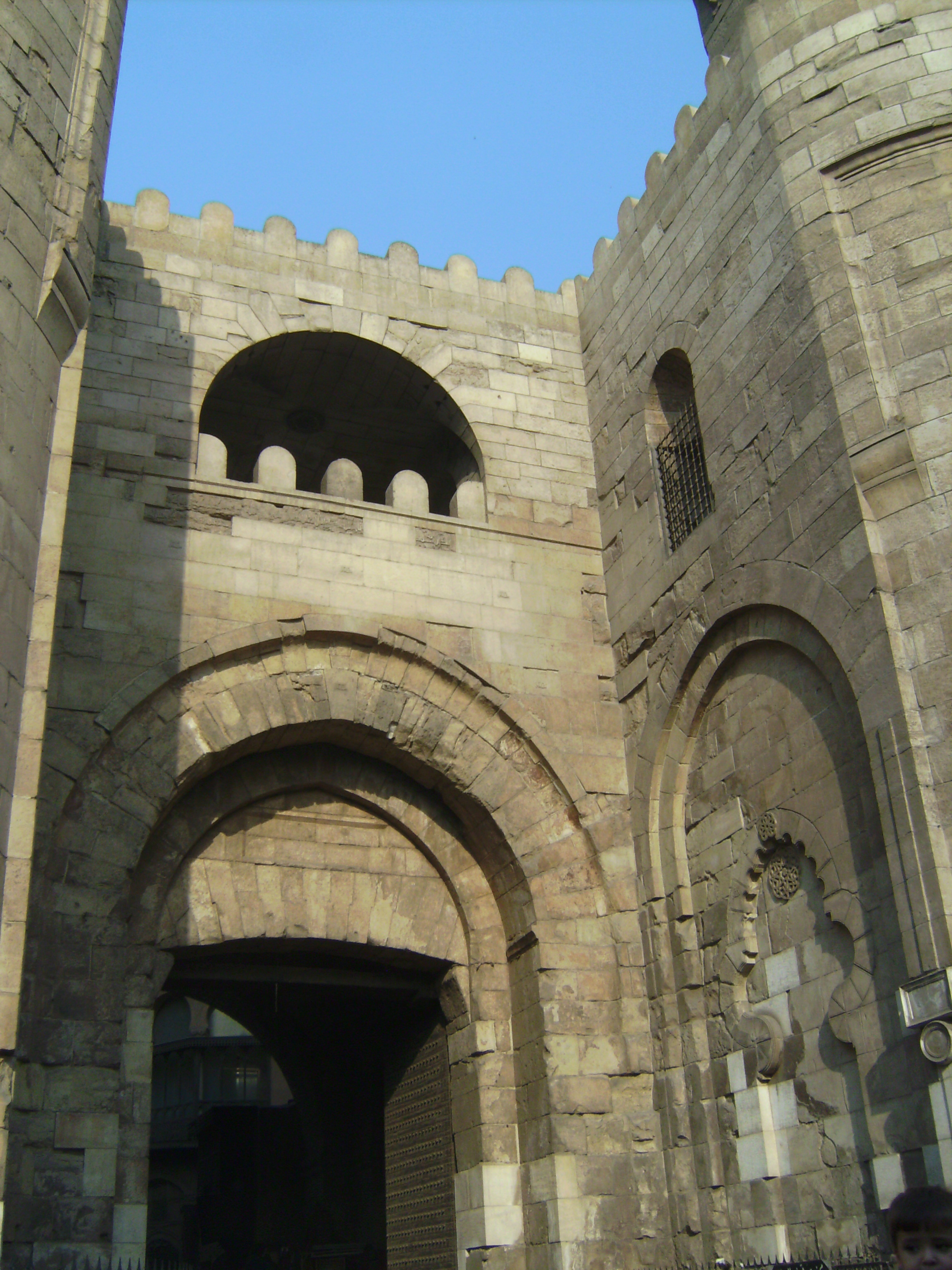
باب زويلة في القاهرة، حيثُ عُلِّقت رُؤوس الرُسل المغول.

اضطربت أحوالُ الشَّام نتيجةً لِغزو المغول، إذ لم يمضِ على استيلاء هولاكو على حلب ستة عشر يومًا حتَّى أخذ في الزحف على دمشق، فدخلها المغول ونهبوها، ثُمَّ ساروا إلى بعلبك واتجهت طائفةٌ منهم إلى غزَّة، وخربوا بانياس وأسعروا البلاد حربًا وملأوها قتلًا ونهبًا. ولم يلبث أن وصل إلى قُطُز بِمصر خطاب تهديد من هولاكو يطلب منهُ التسليم ويقُولُ له: «يَعلَمُ المَلِكُ المُظَفَّرُ قُطُز وَسَائِرَ أُمَرَاءَ دَوْلَتِهِ وَأَهلَ مَملَكَتِهِ بِالدِّيَارِ المِصْرِيَّةِ وَمَا حَوْلَهَا مِنَ الأَعمَالِ، أَنَّا نَحنُ جُندَ الله فِي أَرضِهِ، خَلَقَنَا مِن سَخطِهِ وَسَلطِهِ عَلَى مَن حَلَّ بِهِ غَضَبِهِ... فَاتَّعِظُوا بِغَيْرِكُمُ.. فَنَحْنُ لَا نَرْحَمُ مَن بَكَى وَلَا نَرُقُّ لِمَن شَكَى...». وختم رسالتهُ بِقصيدةٍ جاء في مطلعها:
ولكنَّ قُطُز لم يجبن أمام ذلك التهديد، فقتل رُسُل المغول وعلَّق رُؤوسهم على باب زويلة، فكانت أوَّل من عُلِّق على باب زويلة من رؤوس المغول. ولمَّا وجد قُطُز أنَّ بعض الأُمراء مُترددون في الخُروج لِحرب المغول صاح فيهم: «يَا أُمَرَاءَ المُسْلِمِين! لَكُم زَمَانٌ تَأكُلُونَ أَموَالَ بَيْتِ المَالِ وَأَنتُم لِلغُزاةِ كَارِهُون؟ أَنَا مُتَوَجِّهٌ فَمَن اخْتَارَ الجِهَادَ يَصْحَبُنِي وَمَن لَم يِخْتَر ذَلِكَ يَرْجِع إِلَى بَيْتِهِ فَإِنَّ الله مُطَّلِعٌ عَلَيْهِ وَخَطِيئةُ حَرِيْمُِ المُسْلِمِينِ فِي رِكَابِ المُتَأَخِرِين!» وهكذا التقى المغول بِجيش المماليك من مصر والشَّام يوم 25 رمضان 658 هـ المُوافق فيه 3 أيلول (سپتمبر) 1260م في عين جالوت الحاسمة التي أوقفت زحف المغول في الشرق الأوسط، وكانت البداية نحو تحريره من الهيمنة المغوليَّة.

### بداية غُروب شمس الحضارة الإسلاميَّة
كان لِسُقوط بغداد دويٌّ هائلٌ وعميقٌ في مُختلف أنحاء العالم الإسلامي. واهتزَّ الحُكَّام المُسلمون في المناطق المُجاورة لِهذا الحدث الجلل. واعتبر المُسلمون في كُلِّ مكان، أنَّ سُقوط الخلافة العبَّاسيَّة صدمةٌ مُريعة، وتحديًا مُخيفًا، كان لهُ أسوأ الأثر في نُفوسهم. فعلى الرُغم من أنَّ الخِلافة ظلَّت مُنذُ زمنٍ طويلٍ تفقدُ قدرًا كبيرًا من سُلطتها الماديَّة، فإنَّ مكانتها الأدبيَّة والروحيَّة لا زالت قويَّة. فبكى بغداد الكثير من المُؤرخين والباحثين والعُلماء، منهم ابن الأثير الذي قال: «لَقَد بَقِيتُ عِدَّة سِنِينَ مُعرِضًا عَن ذِكرِ هَذِه الحَادِثَة اسْتِعْظَامًا لَهَا، كَارِهًا لِذِكرِهَا، فَأَنَا أُقَدِّمُ إِلَيهِ رِجلًا وَأُؤَخّّرُ أُخرى، فَمَن الذِي يَسهُلُ عَلَيهِ أَن يَكتُبَ نَعيَ الإِسْلَامَ وَالمُسْلِمِينَ؟ وَمَن الذِي يَهُونُ عَلَيهِ ذِكرُ ذلِكَ؟ فَيَا لَيْتَ أُمِّي لَم تَلِدُنِي، وَيَا لَيْتَنِي مِتُّ قَبلَ حُدُوثَهَا وَكُنتُ نَسيًا مَنسيًّا». وعبَّر عن هذا الألم تقيُّ الدين إسماعيل التنوخي في قصيدةٍ مشهورة من 66 بيتٍ قال فيها:

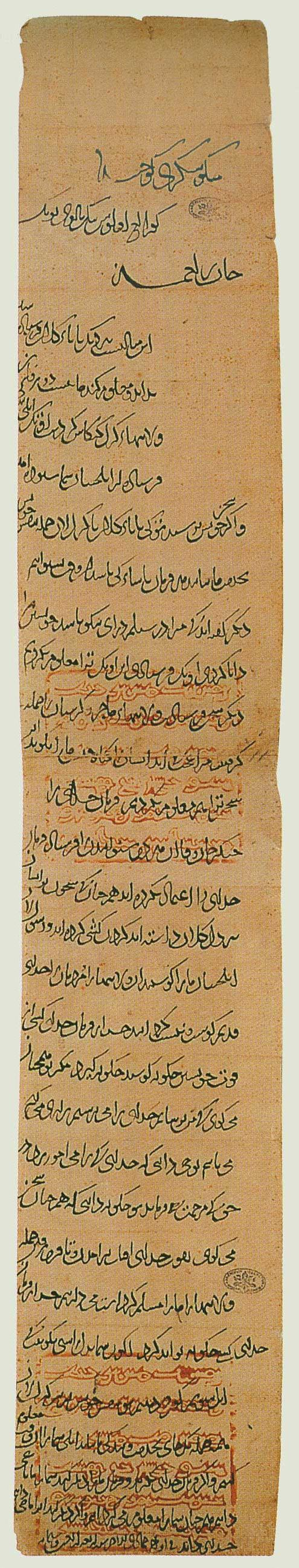
رسالة الخاقان كيوك خان إلى البابا إنوسنت الرابع حول التحالف المغولي الصليبي، مكتوبة باللُغة الفارسيَّة.

وما حدث من استئصال الأُسرة العبَّاسيَّة وتدمير العاصمة، جعل خِلافة المُسلمين شاغرة يتطلَّع إليها كُل زعيمٍ طموحٍ من المُسلمين. فحاول البعض أن يتبوَّأ هذا المنصب لكنَّهُ فشل، ويبدو أنَّ الناصر يُوسُف صاحب حلب ودمشق فكَّر في الإقدام على إحياء الخلافة العبَّاسيَّة عقب سُقوط بغداد، من خلال استقطاب أحد أبناء البيت العبَّاسي الفارِّين من وجه المغول، فيُعلنه خليفةً في الشَّام. لكن سُرعة تطوُّر الأحداث، عقب قيام دولة المماليك البحريَّة، وبُروز الخطر المغولي، لم يُمكناه من تحقيق ذلك. ونهج المُظفَّر قُطُز نهج الناصر في التفكير، ذلك بأنَّهُ علم، حين قدم دمشق بعد معركة عين جالوت، بِوُجود أميرٍ عبَّاسيٍّ يُدعى أبا العبَّاس أحمد، قد وصل أخيرًا إلى دمشق، فأمر بِإرساله إلى مصر تمهيدًا لِإعادته إلى بغداد. وتذكر بعض الروايات أنَّ المُظفَّر بايع فعلًا هذا الخليفة وهو في دمشق، غير أنَّ حادثة اغتياله حالت دون تنفيذ هذا المشروع. وقد شاءت الظُروف أن يكون تنفيذ هذا المشروع على يد الظاهر بيبرس الذي شعر بِشدَّة تأثُّر المُسلمين بِسُقوط بغداد وخُلو منصب الخِلافة من خليفةٍ يكونُ لهُ المقام الروحيّ المرموق، وأصبح الوضع يتطلَّب أن ينهض زعيم إسلامي طموح يعمل على إعادة إحياء الخِلافة العبَّاسيَّة لِتؤدي دورها القيادي الروحي في العالم الإسلامي، فوقع اختيارهُ على أميرٍ عبَّاسيٍّ آخر هو أبو القاسم أحمد، فأحضره إلى القاهرة واستقبلهُ استقبالًا حافلًا وبُويع بالخلافة صباح يوم الاثنين 13 رجب 659 هـ المُوافق فيه 15 حُزيران (يونيو) 1261م، وتلقَّب بِلقب «المُستنصر لله»، على أنَّهُ لم يرجع إلى بغداد حيث أضحت قاعدةً للحُكم المغولي، كما رأى بيبرس أنَّ إبقاء الخليفة في القاهرة من شأنه أن يجعل من الخِلافة سندًا للسلطنة المملوكيَّة ودعمًا روحيًّا لها يجعلها مهيبة الجانب.
وبناءً على هذا، فقدت بغداد قيمتها ومكانتها بعد أن دُمِّرت معالمها ولم تعد حاضرة الخِلافة، ولم يبقَ في ذهن المُسلمين سوى ذكراها وأخبار عظمتها ومجدها، ويشهد بذلك الرحَّآلة ابن بطوطة الذي زارها خِلال شهر حُزيران (يونيو) سنة 1327م، ووصفها قائلًا: «ذَهَبَ رَسْمُهَا وَلَم يَبْقَ إلَِّا إِسْمُهَا. وَهِيَ بِالإِضَافَةِ إِلَى مَا كَانَت عَلَيْهِ قَبْلَ إِنْحَاءَ الحَوَادِثِ عَلَيْهَا وَالْتِفَاتِ أَعْيُنِ النَّوائِبِ إِلَيْهَا كَالطُلَلِ الدَّارِس، أَو تِمْثَالِ الخَيَالِ الشَّاخِص، فَلَا حُسْنَ فِيْهَا يَسْتَوقِفُ البَصَر، وَيَسْتَدْعِي مِنَ المُسْتَوفِزِ الغَفْلَةَ وَالنَّظَر، إِلَّا دِجْلَتَهَا الَتِي هِيَ بَيْنَ شَرْقِيِّهَا وَغَرْبِيِّهَا...». ولقد شكَّل سُقوطُ بغداد ضربةً قويَّةً ِللحضارة والثقافة، فقد كانت هذه المدينة مركزًا هامًّا لِلعُلوم والآداب والفُنون، وغنيَّة بِعُلمائها وأُدبائها وفلاسفتها وشُعرائها. فلمَّا حلَّت بهم النكبة على أيدي المغول، قُتل آلافٌ من العُلماء والشُعراء، وفرَّ من نجا منهم إلى الشَّام ومصر، كما أُحرقت المكتبات، وخُرِّبت المدارس والمعاهد، وقُضي على الآثار الإسلاميَّة. ويعتقد بعض المُؤرخين بأنَّ غزو المغول أثَّر كثيرًا على البُنية التحتيَّة لِأنظمة الري في العراق التي تواجدت مُنذ حضارات ما بين النهرين قبل آلاف السنين. فقد سُدَّت قنوات الري كتكتيكٍ عسكريّ، كما خُرِّبت سُدود وأنهار ونُظم إسقاء، ولم تُرمم بعد ذلك، مما تسبب في مقتل كثيرين أو هجرهم لأراضيهم، يقول المُؤرِّخ والباحث ستيڤن همسلي لونغريك في هذا المجال:

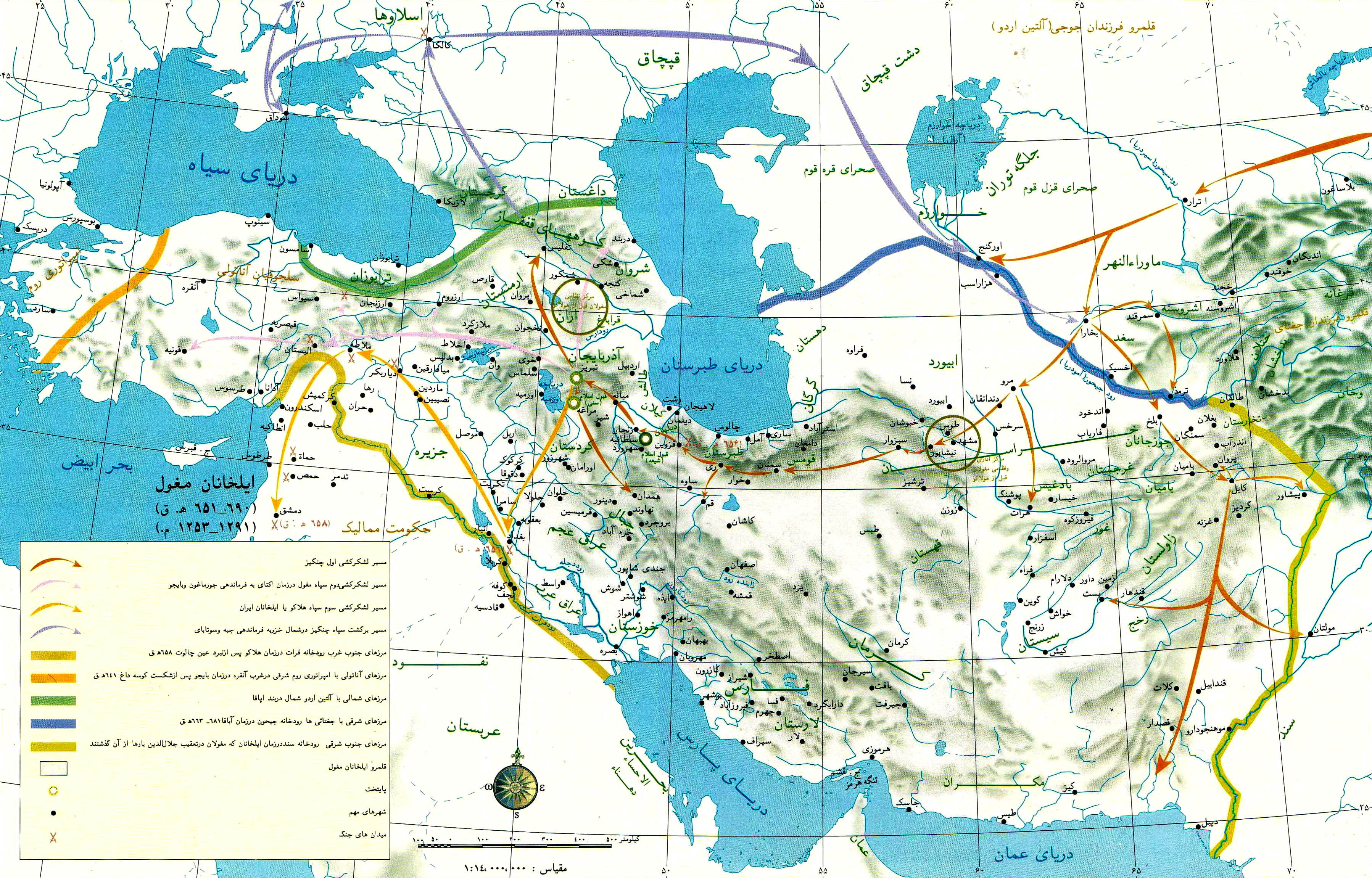
خريطة باللُغة الفارسيَّة تُبيِّنُ المشرق الإسلامي بعد سُقوط بغداد ومُبايعة عدد من أُمراء وسلاطين المُسلمين هولاكو سيدًا عليهم.

ابتهج العالم المسيحي بالنصر المغولي على المُسلمين في بغداد، ورحَّب المُلوك والأباطرة والأُمراء النصارى المشرقيين بِهُولاكو وزوجته النسطوريَّة، أمَّا النصارى الغربيين الكاثوليك فعلى الرُغم من سُرورهم بِسُقوط حاضرة الخِلافة الإسلاميَّة، إلَّا أنَّهم آثروا البقاء على الحياد لمَّا رأوا من قسوة المغول ونهبهم مدينة صيدا التابعة لِهيمنتهم وكذلك انتظارًا لِنتائج الحرب بين المماليك والمغول، وأيضًا بِسبب التجربة السابقة بين الصليبيين والمغول، عندما أرسل البابا إنوسنت الرابع سفارةً إلى الخاقان كيوك خان يعرض عليه التعاون ضدَّ المُسلمين ويدعوه إلى اعتناق المسيحيَّة، فردَّ عليه الأخير أن يجمع أُمراء الغرب الأوروپي جميعًا لِيأتوا إلى مغولستان لِتقديم فُروض الولاء والطاعة للخاقان، وبعد ذلك يبدأ التعاون، وبالطبع رفض مُلوك أوروپَّا الغربيَّة هذا الطلب وتوجسوا خوفًا من جبروت المغول. تعرَّضت وحدة العالم الإسلامي لِضربةٍ قاسية، وأضحت وحدة المُسلمين من الأُمور التي يصعب أو حتَّى يستحيل تحقيقها، بعد أن خضع كثيرٌ من الحُكَّام المُسلمين لِلمغول مثل الأتابك سعد بن أبي بكر، وأتابك فارس، والسُلطانين عزُّ الدين كيكاوس بن كيخسرو وأخيه رُكن الدين قلج أرسلان بن كيخسرو حاكميّ دولة سلاجقة الروم. ويُشيرُ بعض المُؤرخين الإيرانيين المُعاصرين إلى أنَّ الغزو المغوليّ لِبغداد وإسقاط الخِلافة العبَّاسيَّة كان بداية «استقلال» إيران وانفصالها عن التأثير العربي القوي الذي بدأ مُنذ أيَّام الفُتوحات وُصولًا إلى العهد المغولي، على أنَّ الهويَّة الإيرانيَّة لم تتبلور تمامًا وتنفصل عن الهويَّة العربيَّة الإسلاميَّة إلَّا في عهد الشاه إسماعيل الصفوي.

## في موضوع ابن العُلقُمي
يُعتبرُ موضوع ابن العُلقُمي ودوره في إسقاط بغداد أحد أبرز المواضيع الجدليَّة في التاريخ الإسلامي عُمومًا والعبَّاسي خُصوصًا لِما ينطوي عليه من اتهاماتٍ خطيرةٍ تجاه الوزير العبَّاسي، وتجاه الطائفة الشيعيَّة الجعفريَّة. وقد تعرَّض ابن العُلقُمي لِهُجومٍ واسعٍ من قبل الكثير من المُؤرخين المُسلمين عبر التاريخ الذين ألقوا اللوم عليه لِسُقوط بغداد في أيدي المغول، وأغلب هؤلاء من أهل السُّنَّة والجماعة، فيما وقف في صفِّه ودافع عنه جمعٌ آخر من المُؤرخين والعُلماء أغلبهم من الشيعة، مُلقين اللوم على الخليفة العبَّاسي وقلَّة تدبيره وسوء إدارته للبلاد، قائلين أنَّ ابن العُلقُمي كان ناصحًا واعظًا لِلخليفة، لكنَّ الأخير كان لا يُصغي له ويميلُ إلى اللهو والترف. ويُلاحظ كذلك أنَّ عددًا من المُؤرخين السُّنَّة أنصف ابن العُلقُمي واعترفوا بِقُدرته وحنكته السياسيَّة وحُسن تدبيره، قائلين أنَّهُ كان وزيرًا ناصحًا حاول إنقاذ الخليفة وبغداد من المذبحة المُروِّعة وحاول تجنبيهم إيَّاها، لكنَّ كلماته لم تلقَ آذانًا صاغية.
يقولُ ابن كثير واصفًا خيانة ابن العُلقُمي ومُحملًا إيَّاه ذنب سُقوط بغداد ودماء أهلها: «وَكَانَ الْوَزِيرُ ابْنُ الْعَلْقَمِيِّ قَبْلَ هَذِهِ الْحَادِثَةِ يَجْتَهِدُ فِي صَرْفِ الْجُيُوشِ وَإِسْقَاطِ أَسْهُمِهِمْ مِنَ الدِّيوَانِ، فَكَانَتِ الْعَسَاكِرُ فِي آخِرِ أَيَّامِ الْمُسْتَنْصِرِ قَرِيبًا مِنْ مِائَةِ أَلْفِ مُقَاتِلٍ، مِنْهُمْ مَنَ الْأُمَرَاءِ مَنْ هُوَ كَالْمُلُوكِ الْأَكَابِرِ، فَلَمْ يَزَلْ يَجْتَهِدُ فِي تَقْلِيلِهِمْ إِلَى أَنْ لَمْ يَبْقَ إِلَّا عَشَرَةُ آلَافٍ، ثُمَّ كَاتَبَ التَّتَارَ، وَأَطْمَعَهُمْ فِي أَخْذِ الْبِلَادِ، وَسَهَّلَ عَلَيْهِمْ ذَلِكَ، وَجَلَّى لَهُمْ حَقِيقَةَ الْحَالِ، وَكَشَفَ لَهُمْ ضَعْفَ الرِّجَالِ، وَذَلِكَ كُلُّهُ طَمَعًا مِنْهُ أَنْ يُزِيلَ السُّنَّةَ بِالْكُلِّيَّةِ، وَأَنْ يُظْهِرَ الْبِدْعَةَ الرَّافِضِيَّةَ، وَأَنْ يُقِيمَ خَلِيفَةً مَنَ الْفَاطِمِيِّينَ، وَأَنْ يُبِيدَ الْعُلَمَاءَ وَالْمُفْتِينَ، وَاللَّهُ غَالِبٌ عَلَى أَمْرِهِ، وَقَدْ رَدَّ كَيْدَهُ فِي نَحْرِهِ، وَأَذَلَّهُ بَعْدَ الْعِزَّةِ الْقَعْسَاءِ، وَجَعَلَهُ حُوشْكَاشًا لِلتَّتَارِ بَعْدَمَا كَانَ وَزِيرًا لِلْخُلَفَاءِ، وَاكْتَسَبَ إِثْمَ مَنْ قُتِلَ بِمَدِينَةِ بَغْدَادَ مِنَ الرِّجَالِ وَالنِّسَاءِ وَالْأَطْفَالِ، فَالْحُكْمُ لِلَّهِ الْعَلِيِّ الْكَبِيرِ رَبِّ الْأَرْضِ وَالسَّمَاءِ»، ويصفُ في موضعٍ آخر حسناته فيقول: «...وَكَانَ عِنْدَهُ فَضِيلَةٌ فِي الْإِنْشَاءِ، وَلَدَيْهِ فَضِيلَةٌ فِي الْأَدَبِ...». وقد وافق الإمام جلال الدين السيوطي ابن كثير في تخوينه لِابن العُلقُمي، وكذلك فعل قطب الدين اليونيني البعلبكي، والإمام شمسُ الدين الذهبي وتاجُ الدين السبكي. ويقول الأُستاذ حسن السوداني، وهو أحد المُؤرخين المُعاصرين، أنَّ ابن العُلقُمي ونصيرُ الدين الطوسي حببا إلى هولاكو فكرة تدمير بغداد بِدافع الحقد لا أكثر، وأنَّ هذا الحقد أعماهُما لِدرجة عدم دفاعهما عن العتبة الكاظميَّة مقام الإمام موسى الكاظم، عندما خرَّبها هولاكو وأحرقها. ويُضيف السوداني أنَّ هولاكو كان قد استشار مُنجمًا فلكيًّا مُسلمًا يغارُ على الإسلام وأهله قبل أن يبدأ غزوته، فقال لهُ ذلك المُنجِّم أنَّ كُل من تجاسر على التصدي لِلخلافة والزحف بالجيش إلى بغداد لم يبق له العرش ولا الحياة، وإذا أبى الإلخان أن يستمع إلى نُصحه وتمسَّك بِرأيه فسينتج عنه ست مهالك: تموت الخيل، ويمرضُ الجُند، ولن تطلع الشمس ولم ينزل المطر ثم يموت الخاقان الأعظم. فاستدعى هولاكو العلَّامة نصير الدين الطوسي الذي نفا ما قاله المُنجِّم وطمأن هولاكو بأنَّهُ لا توجد موانع شرعيَّة تحول دون إقدامه على الغزو، ولم يقف الطوسي عند هذا الحد بل أصدر فتوى يُؤيِّدُ فيها وجهة نظره بالأدلَّة العقليَّة والنقليَّة وأعطى أمثلة على أن كثيرًا من أصحاب الرسول قُتلوا ولم تقع الكارثة. بناءً على هذا غزا هولاكو بغداد بفتوى الطوسي وبِمعلومات ابن العُلقُمي. ويقول أيضًا أنَّ بعض المُستشارين أشاروا على المُستعصم بِأن ينزل بالسفينة إلى البصرة ويُقيمُ في إحدى الجُزر حتى تسنح الفُرصة ويأتيه نصرُ الله لكن وزيره ابن العُلقُمي خدعه بأنَّ الأُمور ستسير على ما يُرام لو التقى بهولاكو، فخرج إليه وكان ما كان.
من جهةٍ أُخرى، أشار بعضُ المُؤرخين أنَّهُ من الصعب تقبُّل فكرة خيانة ابن العُلقُمي لِلخلافة العبَّاسيَّة، وتعاونه مع هولاكو على إسقاطها، وذلك لِأسبابٍ كثيرة. فمن المُتعارف عليه أنَّ الخِلافة العبَّاسيَّة، كانت في مرحلة السُقوط والانهيار، وقد تسلَّط على الخِلافة عددٌ من كبار رجال البلاط العبَّاسي، الذين كانوا يُنصِّبون الخليفة الذي يُرضيهم، ويُبعدون من يخشون من قُوَّته وبطشه. وكان هؤلاء قد لعبوا دورًا أساسيًّا في وُصول المُستعصم بعد موت المُستنصر، ومن أبرزهم الدوادار قائد الجيش، وسُليمان شاه. وكان أن وقع الخلاف بين الدوادار وابن العُلقُمي، سنة 654 هـ، وذلك بعد حادثة الغرق المُستعصمي، وهو ما دفع إلى قيام جماعات من اللُصوص والمُشاغبين بِأعمال السلب والنهب والاعتداء على النَّاس. وعمد الدوادار إلى احتضان هذه الفئات حتَّى قوي أمره، بينما كانت الخِلافة ضعيفة، فقرَّر عندها خلع المُستعصم، إلَّا أنَّ ابن العُلقُمي وصله خبر الدوادار وخيانته، فأبلغ الخليفة الذي عمد إلى استدعاء الدوادار وأبلغهُ بما قالهُ لهُ ابن العُلقُمي، فما كان من هذا الأوَّل إلَّا أن نفى بشدَّة، ودافع عن نفسه مُتهمًا ابن العُلقُمي بِالعمالة لِهولاكو، فطلب عندها المُستعصم - الذي صدَّقه - منه أن يبقى مُتيقظًا. ووفق هذه المصادر فإنَّ الدوادار طغى في البلاد وكان المُدبِّر الرئيسيّ لِمجزرة الكرخ التي حصلت بين أهل السُنَّة والشيعة، ويُنسبُ إلى ابن العُلقُمي قصيدةً قالها مُتألمًا على أحوال بغداد والخلافة:
ويذكر المُؤرِّخ والفقيه صلاح الدين خليل بن أيبك بن عبد الله الصفدي روايةً تؤيِّدُ ما سلف، فيقول أنَّ ابن العُلقُمي كان وزيرًا كافيًا خبيرًا بِتدبير المُلك، ولم يزل ناصحًا لأُستاذه حتَّى وقع بينه وبين الدوادار لأنَّهُ كان يتغالى في السُّنَّة، وعضده ابن الخليفة (أحمد وليُّ العهد) فحصل عنده من الضغن ما أوجب لهُ أن سعى في دمار الإسلام وخراب بغداد على ما هو مشهور، لِأنَّهُ ضعُف جانبه وقويت شوكة الدوادار بِحاشية الخليفة. ويقول الدكتور سعد بن حُذيفة الغامدي أُستاذ التاريخ الإسلامي والدراسات الشرقيَّة بِكُليَّة الآداب بِجامعة الملك سُعود بِالرياض أنَّ هذه الاتهامات ضد ابن العُلقُمي وما أُلصق به من أُمور الغدر والتشنيع به ما هي إلَّا نتيجة لِذلك العداء المُستحكم الذي كان يسود العلاقات بين هذا الوزير والدوادار وأنها لم تكن إلَّا اتهاماتٍ مُضادة قام بتوجيهها الأخير ضدَّ خصمة الوزير والسبب في ذلك هو أنَّ ابن العُلقُمي والدوادار كانا مُتنافسين كما أنَّ الأوَّل قد سبق واتهم الأخير بأنَّهُ كان يُخطط للثورة ضد الخليفة المُستعصم لِلإطاحة به ومن ثُمَّ تنصيب ابنه الأكبر أبو العبَّاس في مكانه على كُرسيّ الخِلافة.

## في الثقافة العامَّة
دام تأثيرُ سُقوط بغداد قويًّا في نُفوس المُسلمين عُمومًا والعرب خُصوصًا حتَّى بعد مُرور مئات السنوات على تلك الحادثة، فأصبحت كلمة «التتر» رديفةُ «الهمج» والهمجيَّة، وشاع في التعابير العاميَّة العربيَّة استعمال بعض المقولات مثل «وصل التتر» في إشارةٍ إلى وُصول حفنة من الأشخاص المُشاغبين. وبقي سُقوط بغداد حيًّا في الذاكرة العراقيَّة تحديدًا واستُخدم في أكثر من مُناسبة لِوصف بعض المخاطر التي هددت المدينة، ففي سنة 2003م، قارن الرئيس العراقي صدَّام حسين في خطابٍ ألقاه بِمُناسبة الذكرى السنويَّة لِبدء حرب الخليج الثانية، قارن القُوَّات الأمريكيَّة بالمغول الذين اجتاحوا المدينة قبل قُرون، فقال: «إنَّ بغداد مُصممة، شعبًا ووُلاة أمرٍ، على أن تجعل مغول العصر ينتحرون على أسوارها».
صُودف أن يُولد مُؤسس الدولة العُثمانيَّة السُلطان عُثمان الأوَّل يوم سُقوط بغداد، الأمر الذي ولَّد رأيًا لدى بعض المُؤرخين والعُلماء والفٌقهاء مفاده أنَّ ولادته في ذات اليوم الذي دُمِّرت فيه بغداد وسقطت الخِلافة الإسلاميَّة لم يكن محض صدفة، بل بِتلطُّفٍ إلهيٍّ، نظرًا لِأنَّ سُلالته وذُريَّتهُ تمكَّنت من إعادة توحيد العالم الإسلامي لاحقًا وأعادت إحياء الخِلافة الفعليَّة. ومن أصحاب هذا الرأي: كبير الفلكيين الشيخ أحمد صاحب كتاب «صحائف الأخبار في وقائع الآثار»، وشيخ الإسلام سعد الدين أفندي، والمُؤرِّخ التُركي مُصطفى أرمغان.

### باللُغة العربيَّة
1. 1 2 3  L. Venegoni (2003). Hülägü's Campaign in the West - (1256-1260), Transoxiana Webfestschrift Series I, Webfestschrift Marshak 2003. نسخة محفوظة 29 مايو 2017 على موقع واي باك مشين.
2. ↑  جحا، شفيق؛ البعلبكي، مُنير؛ عُثمان، بهيج (1999م). المُصوَّر في التاريخ (ط. التاسعة عشرة). بيروت، لُبنان: دار العلم للملايين. ص. 8 - 10.
3. ↑  ابن تغري بردي، أبو المحاسن جمالُ الدين يُوسُف بن تغري بردي بن عبد الله الظاهري الحنفي؛ قدَّم لهُ وعلَّق عليه: مُحمَّد حُسين شمسُ الدين (1413 هـ - 1992م). النُجوم الزاهرة في مُلوك مصر والقاهرة، الجُزء الثاني (ط. الأولى). بيروت - لُبنان: دار الكُتب العلميَّة. ص. 233. {{استشهاد بكتاب}}: تحقق من التاريخ في: |سنة= (مساعدة)
4. ↑  ابن الطُقطُقي، مُحمَّد بن عليّ بن طباطبا؛ تحقيق: عبد القادر مُحمَّد مايو (1418 هـ - 1997م). الفخري في الآداب السلطانية والدول الإسلامية (ط. الأولى). بيروت - لُبنان: دار القلم العربي. ص. 220. {{استشهاد بكتاب}}: تحقق من التاريخ في: |سنة= (مساعدة)
5. ↑  البداية والنهاية لابن كثير - ترجمة الخليفة المستعصم بالله نسخة محفوظة 29 يونيو 2017 على موقع واي باك مشين.
6. ↑  الدُواداري، أبو بكر بن عبدُ الله بن أيبك (1971م). كنزُ الدُرر وجامعُ الغُرر، الجُزء السَابع (ط. الأولى). القاهرة - مصر: المعهد الألماني للآثار الإسلامية. ص. 349 - 350. {{استشهاد بكتاب}}: تحقق من التاريخ في: |سنة= (مساعدة)
7. ↑  ابن الطُقطُقي، مُحمَّد بن عليّ بن طباطبا؛ تحقيق: عبد القادر مُحمَّد مايو (1418 هـ - 1997م). الفخري في الآداب السلطانية والدول الإسلامية (ط. الأولى). بيروت - لُبنان: دار القلم العربي. ص. 333. {{استشهاد بكتاب}}: تحقق من التاريخ في: |سنة= (مساعدة)
8. ↑  الهمذاني، رشيدُ الدين فضل الله (1960م). جامع التواريخ، الإيلخانيون، تاريخ هولاكو (ط. الأولى). القاهرة - مصر: دار إحياء الكُتب العربيَّة. ص. 262 - 263. {{استشهاد بكتاب}}: تحقق من التاريخ في: |سنة= (مساعدة)
9. ↑  البداية والنهاية لابن كثير - أحداث سنة 655 هـ نسخة محفوظة 25 ديسمبر 2017 على موقع واي باك مشين.
10. ↑  الجُويني، عطا ملك؛ ترجمة وتحقيق: مُحمَّد التونجي (2000). تاريخ فاتح العالم (ط. الثانية). دار علاءُ الدين. ص. 75. {{استشهاد بكتاب}}: تحقق من التاريخ في: |سنة= (مساعدة)
11. 1 2  حمدي، حافظ أحمد (1998). الدولة الخوارزميَّة والمغول (ط. الأولى). بيروت - لُبنان: دار الفكر العربي. ص. 114. {{استشهاد بكتاب}}: تحقق من التاريخ في: |سنة= (مساعدة)
12. ↑  ابن الأثير الجزري، عزُّ الدين أبي الحسن عليّ بن أبي الكرم الشيباني؛ تحقيق: أبو الفداء عبدُ الله القاضي (1407هـ - 1987م). الكامل في التاريخ، الجُزء التاسع (ط. الأولى). بيروت - لُبنان: دار الكُتب العلميَّة. ص. 230. {{استشهاد بكتاب}}: تحقق من التاريخ في: |سنة= (مساعدة)
13. 1 2  الجُويني، عطا ملك؛ ترجمة وتحقيق: مُحمَّد التونجي (2000). تاريخ فاتح العالم (ط. الثانية). دار علاءُ الدين. ص. 29 - 30. {{استشهاد بكتاب}}: تحقق من التاريخ في: |سنة= (مساعدة)
14. ↑  حمدي، حافظ أحمد (1998). سيرة السُلطان جلال الدين منكبرتي (ط. الأولى). بيروت - لُبنان: دار الفكر العربي. ص. 53 - 54. {{استشهاد بكتاب}}: تحقق من التاريخ في: |سنة= (مساعدة)
15. ↑  ابن الأثير الجزري، عزُّ الدين أبي الحسن عليّ بن أبي الكرم الشيباني؛ تحقيق: أبو الفداء عبدُ الله القاضي (1407هـ - 1987م). الكامل في التاريخ، الجُزء التاسع (ط. الأولى). بيروت - لُبنان: دار الكُتب العلميَّة. ص. 361. {{استشهاد بكتاب}}: تحقق من التاريخ في: |سنة= (مساعدة)
16. ↑  قاسم، قاسم عبده (2007). عصر سلاطين المماليك - التاريخ السياسي والاجتماعي. القاهرة - مصر: عين للدراسات الإنسانيَّة والاجتماعيَّة. ص. 56. {{استشهاد بكتاب}}: تحقق من التاريخ في: |سنة= (مساعدة)
17. ↑  بارتولد، ڤاسيلي ڤلاديميروڤيتش؛ ترجمة: صلاحُ الدين عُثمان هاشم (1401هـ - 1981م). تُركستان من الفتح العربي إلى الغزو المغولي. الكُويت العاصمة - الكويت: المجلس الوطني للثقافة والفنون والآداب، قسم التُراث العربي. ص. 569. {{استشهاد بكتاب}}: تحقق من التاريخ في: |سنة= (مساعدة)
18. 1 2 3  الهمذاني، رشيدُ الدين فضل الله (1960م). جامع التواريخ، الإيلخانيون، تاريخ هولاكو (ط. الأولى). القاهرة - مصر: دار إحياء الكُتب العربيَّة. ص. 234 - 235. {{استشهاد بكتاب}}: تحقق من التاريخ في: |سنة= (مساعدة)
19. 1 2  الهمذاني، رشيدُ الدين فضل الله (1960م). جامع التواريخ، الإيلخانيون، تاريخ هولاكو (ط. الأولى). القاهرة - مصر: دار إحياء الكُتب العربيَّة. ص. 236 - 238. {{استشهاد بكتاب}}: تحقق من التاريخ في: |سنة= (مساعدة)
20. ↑  الهمذاني، رشيدُ الدين فضل الله (1960م). جامع التواريخ، الإيلخانيون، تاريخ هولاكو (ط. الأولى). القاهرة - مصر: دار إحياء الكُتب العربيَّة. ص. 240. {{استشهاد بكتاب}}: تحقق من التاريخ في: |سنة= (مساعدة)
21. ↑  غالب، مُصطفى (1965). تاريخ الدعوة الإسماعيليَّة (ط. الثالثة). بيروت - لُبنان: دار الأندلُس لِلطباعة والنشر والتوزيع. ص. 276.
22. ↑  الهمذاني، رشيدُ الدين فضل الله (1960م). جامع التواريخ، الإيلخانيون، تاريخ هولاكو (ط. الأولى). القاهرة - مصر: دار إحياء الكُتب العربيَّة. ص. 255-256 و260-261. {{استشهاد بكتاب}}: تحقق من التاريخ في: |سنة= (مساعدة)
23. 1 2 3  المقريزي، أبو العبَّاس تقيُّ الدين أحمد بن عليّ بن عبد القادر الحُسيني العُبيدي (1997). السُلوك لِمعرفة دُول المُلوك، الجُزء الأوَّل (ط. الأولى). بيروت - لُبنان: دار الكُتُب العلميَّة. ص. 499. {{استشهاد بكتاب}}: تحقق من التاريخ في: |سنة= (مساعدة)
24. ↑  الهمذاني، رشيدُ الدين فضل الله (1960م). جامع التواريخ، الإيلخانيون، تاريخ هولاكو (ط. الأولى). القاهرة - مصر: دار إحياء الكُتب العربيَّة. ص. 305. {{استشهاد بكتاب}}: تحقق من التاريخ في: |سنة= (مساعدة)
25. ↑  طقُّوش، مُحمَّد سُهيل (1436 هـ - 2015م). تاريخ المماليك في مصر وبلاد الشام (ط. الرابعة). بيروت - لُبنان: دار النفائس. ص. 69. ISBN:9789953183206. {{استشهاد بكتاب}}: تحقق من التاريخ في: |سنة= (مساعدة)
26. ↑  الهمذاني، رشيدُ الدين فضل الله (1960م). جامع التواريخ، الإيلخانيون، تاريخ هولاكو (ط. الأولى). القاهرة - مصر: دار إحياء الكُتب العربيَّة. ص. 267 - 268. {{استشهاد بكتاب}}: تحقق من التاريخ في: |سنة= (مساعدة)
27. 1 2 3 4 5 6 7 8 9 10 11 12  البداية والنهاية لابن كثير - أحداث سنة 656 هـ نسخة محفوظة 29 يونيو 2017 على موقع واي باك مشين.
28. ↑  الهمذاني، رشيدُ الدين فضل الله (1960م). جامع التواريخ، الإيلخانيون، تاريخ هولاكو (ط. الأولى). القاهرة - مصر: دار إحياء الكُتب العربيَّة. ص. 269 - 270. {{استشهاد بكتاب}}: تحقق من التاريخ في: |سنة= (مساعدة)
29. ↑  الهمذاني، رشيدُ الدين فضل الله (1960م). جامع التواريخ، الإيلخانيون، تاريخ هولاكو (ط. الأولى). القاهرة - مصر: دار إحياء الكُتب العربيَّة. ص. 270 - 271. {{استشهاد بكتاب}}: تحقق من التاريخ في: |سنة= (مساعدة)
30. ↑  سالم، عبدُ الله (5 كانون الأوَّل (ديسمبر) 2014). "5 ملامح من حياة المستعصم بالله: فارق الحياة دهسًا بأقدام الخيل في ذكرى توليه الخلافة". المصري اليوم. مؤرشف من الأصل في 7 فبراير 2018. {{استشهاد ويب}}: تحقق من التاريخ في: |تاريخ= (مساعدة)
31. ↑  الهمذاني، رشيدُ الدين فضل الله (1960م). جامع التواريخ، الإيلخانيون، تاريخ هولاكو (ط. الأولى). القاهرة - مصر: دار إحياء الكُتب العربيَّة. ص. 271 - 272. {{استشهاد بكتاب}}: تحقق من التاريخ في: |سنة= (مساعدة)
32. ↑  الهمذاني، رشيدُ الدين فضل الله (1960م). جامع التواريخ، الإيلخانيون، تاريخ هولاكو (ط. الأولى). القاهرة - مصر: دار إحياء الكُتب العربيَّة. ص. 274 - 276. {{استشهاد بكتاب}}: تحقق من التاريخ في: |سنة= (مساعدة)
33. ↑  ابن كثير، أبو الفداء إسماعيل بن عُمر القُرشي البصري الدمشقي؛ تحقيق عبدُ الله بن عبد المُحسن التُركي (1418 هـ - 1997م). البداية والنهاية، الجزء الثالث عشر (ط. الأولى). القاهرة - مصر: دار هجر للطباعة والنشر والتوزيع والإعلان. ص. 201. {{استشهاد بكتاب}}: تحقق من التاريخ في: |سنة= (مساعدة)
34. 1 2  الهمذاني، رشيدُ الدين فضل الله (1960م). جامع التواريخ، الإيلخانيون، تاريخ هولاكو (ط. الأولى). القاهرة - مصر: دار إحياء الكُتب العربيَّة. ص. 274. {{استشهاد بكتاب}}: تحقق من التاريخ في: |سنة= (مساعدة)
35. ↑  ابن أبي الحديد المُعتزلي، عزُ الدين عبدُ الحميد بن هبةُ الله؛ تحقيق: مُحمَّد إبراهيم (2007). شرح نهج البلاغة (الجُزء الثامن) (ط. الأولى). بيروت - لُبنان: دار الكتاب العربي. ص. 243. {{استشهاد بكتاب}}: تحقق من التاريخ في: |سنة= (مساعدة)
36. ↑  ابن العبري، أبو الفرج گريگوريوس بن هٰرون الملطي؛ تحقيق: أنطون صالحاني اليسوعي (1415 هـ - 1994م). تاريخ مُختصر الدُول (ط. الثانية). بيروت - لُبنان: دار الرَّائد اللُّبناني. ص. 255. {{استشهاد بكتاب}}: تحقق من التاريخ في: |سنة= (مساعدة)
37. ↑  الهمذاني، رشيدُ الدين فضل الله (1960م). جامع التواريخ، الإيلخانيون، تاريخ هولاكو (ط. الأولى). القاهرة - مصر: دار إحياء الكُتب العربيَّة. ص. 281. {{استشهاد بكتاب}}: تحقق من التاريخ في: |سنة= (مساعدة)
38. ↑  شمس، طارق (السنة الخامسة). "ابن العُلقُمي وحقيقة سُقُوط بغداد وزوال الدولة العبَّاسيَّة". مجلَّة الرسالة، العدد الخامس عشر. مؤرشف من الأصل في 26 يوليو 2018. اطلع عليه بتاريخ 6 شُباط (فبراير) 2016. {{استشهاد ويب}}: تحقق من التاريخ في: |تاريخ الوصول= و|سنة= (مساعدة) والوسيط غير المعروف |شهر= تم تجاهله يقترح استخدام |تاريخ= (مساعدة)
39. 1 2 3 4 5 6  أسعد، أسعد صوما. "لمحات من تاريخ الكنيسة السُريانيَّة الشرقيَّة (الجزء التاسع)". استوكهولم - السُويد: التنظيم الآرامي الديمُقراطي. مؤرشف من الأصل في 22 أبريل 2019. اطلع عليه بتاريخ 9 شُباط (فبراير) 2016م. {{استشهاد ويب}}: تحقق من التاريخ في: |تاريخ الوصول= (مساعدة)
40. ↑  الهمذاني، رشيدُ الدين فضل الله (1960م). جامع التواريخ، الإيلخانيون، تاريخ هولاكو (ط. الأولى). القاهرة - مصر: دار إحياء الكُتب العربيَّة. ص. 281-282. {{استشهاد بكتاب}}: تحقق من التاريخ في: |سنة= (مساعدة)
41. ↑  الدوادار المصري، ركنُ الدين بيبرس المنصوري الناصري الخطائي (1998م). زُبدة الفكرة في تاريخ الهجرة (ط. الأولى). بيروت - لُبنان: جمعيَّة المُستشرقين الألمانيَّة، الشركة المُتحدة للتوزيع. ص. 36. {{استشهاد بكتاب}}: تحقق من التاريخ في: |سنة= (مساعدة)
42. ↑  الهمذاني، رشيدُ الدين فضل الله (1960م). جامع التواريخ، الإيلخانيون، تاريخ هولاكو (ط. الأولى). القاهرة - مصر: دار إحياء الكُتب العربيَّة. ص. 282-284. {{استشهاد بكتاب}}: تحقق من التاريخ في: |سنة= (مساعدة)
43. ↑  الهمذاني، رشيدُ الدين فضل الله (1960م). جامع التواريخ، الإيلخانيون، تاريخ هولاكو (ط. الأولى). القاهرة - مصر: دار إحياء الكُتب العربيَّة. ص. 285. {{استشهاد بكتاب}}: تحقق من التاريخ في: |سنة= (مساعدة)
44. ↑  الهمذاني، رشيدُ الدين فضل الله (1960م). جامع التواريخ، الإيلخانيون، تاريخ هولاكو (ط. الأولى). القاهرة - مصر: دار إحياء الكُتب العربيَّة. ص. 285-286. {{استشهاد بكتاب}}: تحقق من التاريخ في: |سنة= (مساعدة)
45. 1 2  الهمذاني، رشيدُ الدين فضل الله (1960م). جامع التواريخ، الإيلخانيون، تاريخ هولاكو (ط. الأولى). القاهرة - مصر: دار إحياء الكُتب العربيَّة. ص. 286. {{استشهاد بكتاب}}: تحقق من التاريخ في: |سنة= (مساعدة)
46. ↑  ابن كثير، أبو الفداء إسماعيل بن عُمر القُرشي البصري الدمشقي؛ تحقيق عبدُ الله بن عبد المُحسن التُركي (1418 هـ - 1997م). البداية والنهاية، الجزء الثالث عشر (ط. الأولى). القاهرة - مصر: دار هجر للطباعة والنشر والتوزيع والإعلان. ص. 150 - 151. {{استشهاد بكتاب}}: تحقق من التاريخ في: |سنة= (مساعدة)
47. ↑  الهمذاني، رشيدُ الدين فضل الله (1960م). جامع التواريخ، الإيلخانيون، تاريخ هولاكو (ط. الأولى). القاهرة - مصر: دار إحياء الكُتب العربيَّة. ص. 287. {{استشهاد بكتاب}}: تحقق من التاريخ في: |سنة= (مساعدة)
48. ↑  الهمذاني، رشيدُ الدين فضل الله (1960م). جامع التواريخ، الإيلخانيون، تاريخ هولاكو (ط. الأولى). القاهرة - مصر: دار إحياء الكُتب العربيَّة. ص. 287 - 288. {{استشهاد بكتاب}}: تحقق من التاريخ في: |سنة= (مساعدة)
49. ↑  الهمذاني، رشيدُ الدين فضل الله (1960م). جامع التواريخ، الإيلخانيون، تاريخ هولاكو (ط. الأولى). القاهرة - مصر: دار إحياء الكُتب العربيَّة. ص. 288. {{استشهاد بكتاب}}: تحقق من التاريخ في: |سنة= (مساعدة)
50. 1 2  الهمذاني، رشيدُ الدين فضل الله (1960م). جامع التواريخ، الإيلخانيون، تاريخ هولاكو (ط. الأولى). القاهرة - مصر: دار إحياء الكُتب العربيَّة. ص. 289. {{استشهاد بكتاب}}: تحقق من التاريخ في: |سنة= (مساعدة)
51. 1 2  الهمذاني، رشيدُ الدين فضل الله (1960م). جامع التواريخ، الإيلخانيون، تاريخ هولاكو (ط. الأولى). القاهرة - مصر: دار إحياء الكُتب العربيَّة. ص. 290. {{استشهاد بكتاب}}: تحقق من التاريخ في: |سنة= (مساعدة)
52. ↑  العيني، أبو مُحمَّد بدرُ الدين الحنفي؛ تحقيق: مُحمَّد مُحمَّد أمين (1987م). عقائد الجمان في تاريخ أهل الزمان (ط. الأولى). القاهرة - مصر: الهيئة المصريَّة العامة للكتاب. ص. 175. {{استشهاد بكتاب}}: تحقق من التاريخ في: |سنة= (مساعدة)
53. ↑  الهمذاني، رشيدُ الدين فضل الله (1960م). جامع التواريخ، الإيلخانيون، تاريخ هولاكو (ط. الأولى). القاهرة - مصر: دار إحياء الكُتب العربيَّة. ص. 290-291. {{استشهاد بكتاب}}: تحقق من التاريخ في: |سنة= (مساعدة)
54. ↑  الهمذاني، رشيدُ الدين فضل الله (1960م). جامع التواريخ، الإيلخانيون، تاريخ هولاكو (ط. الأولى). القاهرة - مصر: دار إحياء الكُتب العربيَّة. ص. 291. {{استشهاد بكتاب}}: تحقق من التاريخ في: |سنة= (مساعدة)
55. 1 2 3 4 5  الهمذاني، رشيدُ الدين فضل الله (1960م). جامع التواريخ، الإيلخانيون، تاريخ هولاكو (ط. الأولى). القاهرة - مصر: دار إحياء الكُتب العربيَّة. ص. 293. {{استشهاد بكتاب}}: تحقق من التاريخ في: |سنة= (مساعدة)
56. ↑  البداية والنهاية لابن كثير - أحداث سنة 657 هـ نسخة محفوظة 16 فبراير 2016 على موقع واي باك مشين.
57. 1 2 3  ابن تغري بردي، أبو المحاسن جمالُ الدين يُوسُف بن تغري بردي بن عبد الله الظاهري الحنفي؛ قدَّم لهُ وعلَّق عليه: مُحمَّد حُسين شمسُ الدين (1413 هـ - 1992م). النُجوم الزاهرة في مُلوك مصر والقاهرة، الجُزء السابع (ط. الأولى). بيروت - لُبنان: دار الكُتب العلميَّة. ص. 47. {{استشهاد بكتاب}}: تحقق من التاريخ في: |سنة= (مساعدة)
58. ↑  المكتبة الشاملة: البداية والنهاية لابن كثير، الجُزء السابع عشر، صفحة 359 نسخة محفوظة 15 يوليو 2017 على موقع واي باك مشين. [وصلة مكسورة]
59. ↑  ابن تغري بردي، أبو المحاسن جمالُ الدين يُوسُف بن تغري بردي بن عبد الله الظاهري الحنفي؛ قدَّم لهُ وعلَّق عليه: مُحمَّد حُسين شمسُ الدين (1413 هـ - 1992م). النُجوم الزاهرة في مُلوك مصر والقاهرة، الجُزء السابع (ط. الأولى). بيروت - لُبنان: دار الكُتب العلميَّة. ص. 48. {{استشهاد بكتاب}}: تحقق من التاريخ في: |سنة= (مساعدة)
60. ↑  ديڤيد تشانس، مواجهة الأنداد، المغول-المماليك وجها لوجه بمعركة عين جالوت نسخة محفوظة 08 نوفمبر 2017 على موقع واي باك مشين.
61. ↑  ابن تغري بردي، أبو المحاسن جمالُ الدين يُوسُف بن تغري بردي بن عبد الله الظاهري الحنفي؛ قدَّم لهُ وعلَّق عليه: مُحمَّد حُسين شمسُ الدين (1413 هـ - 1992م). النُجوم الزاهرة في مُلوك مصر والقاهرة، الجُزء السابع (ط. الأولى). بيروت - لُبنان: دار الكُتب العلميَّة. ص. 46. {{استشهاد بكتاب}}: تحقق من التاريخ في: |سنة= (مساعدة)
62. 1 2 3  الهمذاني، رشيدُ الدين فضل الله (1960م). جامع التواريخ، الإيلخانيون، تاريخ هولاكو (ط. الأولى). القاهرة - مصر: دار إحياء الكُتب العربيَّة. ص. 291-292. {{استشهاد بكتاب}}: تحقق من التاريخ في: |سنة= (مساعدة)
63. 1 2  الصيَّاد، فُؤاد عبدُ المُعطي (1960م). المغول في التاريخ، من چنكيز خان إلى هولاكو خان (ط. الأولى). بيروت - لُبنان: دار القلم. ص. 290. {{استشهاد بكتاب}}: تحقق من التاريخ في: |سنة= (مساعدة)
64. 1 2 3 4 5 6  العاملي، السيِّد مُحسن الأمين. "أعيان الشيعة". كتابخانه مدرسه فقاهت. ص. 95. مؤرشف من الأصل في 11 مارس 2018. اطلع عليه بتاريخ 13 شُباط (فبراير) 2016م. {{استشهاد ويب}}: تحقق من التاريخ في: |تاريخ الوصول= (مساعدة)
65. ↑  كنز الدرر وجامع الغرر: الدرة الزكية في أخبار الدولة التركية، ابن أيبك الدواه داري المعهد الألماني للآثار الإسلامية، القاهرة 1971، صفحة 36
66. ↑  المكتبة الشاملة: البداية والنهاية لابن كثير. الجُزء السَّابع عشر، صفحة 363 نسخة محفوظة 15 يوليو 2017 على موقع واي باك مشين. [وصلة مكسورة]
67. ↑  الدوادار المصري، ركنُ الدين بيبرس المنصوري الناصري الخطائي (1998م). زُبدة الفكرة في تاريخ الهجرة (ط. الأولى). بيروت - لُبنان: جمعيَّة المُستشرقين الألمانيَّة، الشركة المُتحدة للتوزيع. ص. 42. {{استشهاد بكتاب}}: تحقق من التاريخ في: |سنة= (مساعدة)
68. ↑  الهمذاني، رشيدُ الدين فضل الله (1960م). جامع التواريخ، الإيلخانيون، تاريخ هولاكو (ط. الأولى). القاهرة - مصر: دار إحياء الكُتب العربيَّة. ص. 338. {{استشهاد بكتاب}}: تحقق من التاريخ في: |سنة= (مساعدة)
69. ↑  العيني، أبو مُحمَّد بدرُ الدين الحنفي؛ تحقيق: مُحمَّد مُحمَّد أمين (1987م). عقائد الجمان في تاريخ أهل الزمان (ط. الأولى). القاهرة - مصر: الهيئة المصريَّة العامة للكتاب. ص. 176. {{استشهاد بكتاب}}: تحقق من التاريخ في: |سنة= (مساعدة)
70. ↑  السبكي، أبو نصر تاجُ الدين عبدُ الوهَّاب بن علي بن تقيُّ الدين؛ تحقيق: د. محمود مُحمَّد الطناحي، د. عبدُ الفتَّاح مُحمَّد الحلو (1413 هـ). طبقات الشافعيَّة الكُبرى، الجُزء الخامس (ط. الثانية). هجر للطباعة والنشر والتوزيع. ص. 113. {{استشهاد بكتاب}}: تحقق من التاريخ في: |سنة= (مساعدة)
71. ↑  المقريزي، أبو العبَّاس تقيُّ الدين أحمد بن عليّ بن عبد القادر الحُسيني العُبيدي (1997). السُلوك لِمعرفة دُول المُلوك، الجُزء الأوَّل (ط. الأولى). بيروت - لُبنان: دار الكُتُب العلميَّة. ص. 385 - 386. {{استشهاد بكتاب}}: تحقق من التاريخ في: |سنة= (مساعدة)
72. ↑  ابن تغري بردي، أبو المحاسن جمالُ الدين يُوسُف بن تغري بردي بن عبد الله الظاهري الحنفي؛ قدَّم لهُ وعلَّق عليه: مُحمَّد حُسين شمسُ الدين (1413 هـ - 1992م). النُجوم الزاهرة في مُلوك مصر والقاهرة، الجُزء السابع (ط. الأولى). بيروت - لُبنان: دار الكُتب العلميَّة. ص. 76. {{استشهاد بكتاب}}: تحقق من التاريخ في: |سنة= (مساعدة)
73. ↑  الحفناوي، حُسام (7 رمضان 1436 هـ - 24 حُزيران (يونيو) 2015م). "أنتم سَبَبُ هَلاك المسلمين". شبكة الألوكة. مؤرشف من الأصل في 24 أكتوبر 2018. اطلع عليه بتاريخ 14 شُباط (فبراير) 2016م. {{استشهاد ويب}}: تحقق من التاريخ في: |تاريخ الوصول= و|تاريخ= (مساعدة)
74. ↑  ابن واصل، أبو عبد الله مُحمَّد بن سالم بن نصر الله بن سالم المازني التميمي الحموي؛ تحقيق: د. جمالُ الدين الشيَّال (1377هـ - 1957م). مُفرِّج الكُروب في أخبار بني أيُّوب، الجُزء الثاني. القاهرة - مصر: دار الكُتب والوثائق القوميَّة. ص. 364. {{استشهاد بكتاب}}: تحقق من التاريخ في: |سنة= (مساعدة)
75. ↑  المقريزي، أبو العبَّاس تقيُّ الدين أحمد بن عليّ بن عبد القادر الحُسيني العُبيدي (1997). السُلوك لِمعرفة دُول المُلوك، الجُزء الأوَّل (ط. الأولى). بيروت - لُبنان: دار الكُتُب العلميَّة. ص. 426. {{استشهاد بكتاب}}: تحقق من التاريخ في: |سنة= (مساعدة)
76. ↑  القلقشندي، أبو العبَّاس أحمد (1340هـ - 1922م). صُبح الأعشى في صناعة الإنشا، الجُزء الثامن (ط. الثانية). القاهرة - مصر: دار الكُتب المصريَّة. ص. 63. {{استشهاد بكتاب}}: تحقق من التاريخ في: |سنة= (مساعدة)
77. ↑  المقريزي، أبو العبَّاس تقيُّ الدين أحمد بن عليّ بن عبد القادر الحُسيني العُبيدي (1997). السُلوك لِمعرفة دُول المُلوك، الجُزء الأوَّل (ط. الأولى). بيروت - لُبنان: دار الكُتُب العلميَّة. ص. 429. {{استشهاد بكتاب}}: تحقق من التاريخ في: |سنة= (مساعدة)
78. ↑  الصبَّاغ، مُحمَّد بن لُطفي (شوَّال 1404هـ). "مجلَّة البُحوث الإسلاميَّة، دراسات تاريخيَّة - العدد العاشر". الرئاسة العامَّة لِلبُحوث العلميَّة والإفتاء بالمملكة العربيَّة السُعوديَّة. مؤرشف من الأصل في 2020-07-06.
79. ↑  ابن تغري بردي، أبو المحاسن جمالُ الدين يُوسُف بن تغري بردي بن عبد الله الظاهري الحنفي؛ قدَّم لهُ وعلَّق عليه: مُحمَّد حُسين شمسُ الدين (1413 هـ - 1992م). النُجوم الزاهرة في مُلوك مصر والقاهرة، الجُزء السابع (ط. الأولى). بيروت - لُبنان: دار الكُتب العلميَّة. ص. 51. {{استشهاد بكتاب}}: تحقق من التاريخ في: |سنة= (مساعدة)
80. 1 2  رونسيمان، ستيڤن؛ تحقيق: السيِّد الباز العريني (1993). تاريخ الحُروب الصليبيَّة والحرب الأولى وقيام مملكة بيت المقدس، الجُزء الثالث (ط. الثالثة). بيروت - لُبنان: دار الفكر العربي. ص. 522 - 523. {{استشهاد بكتاب}}: تحقق من التاريخ في: |سنة= (مساعدة)
81. ↑  عاشور، سعيد عبدُ الفتَّاح (1976). العصر المماليكي في مصر والشَّام (ط. الثانية). القاهرة - مصر: دار النهضة العربيَّة. ص. 342. {{استشهاد بكتاب}}: تحقق من التاريخ في: |سنة= (مساعدة)
82. ↑  السُيوطي، عبدُ الرحمٰن بن أبي بكر بن مُحمَّد سابق الدين خن الخُضيري؛ تحقيق: حمدي الدمرداش (1425 هـ - 2004م). تاريخ الخُلفاء (ط. الأولى). مكتبة نزار مُصطفى الباز. ص. 530 - 531. {{استشهاد بكتاب}}: تحقق من التاريخ في: |سنة= (مساعدة)
83. ↑  ابن عبد الظاهر، مُحيي الدين أبو الفضل عبد الله بن رشيد الدين السعدي المصري؛ تحقيق ونشر: عبدُ العزيز الخويطر (1976). الروض الزاهر في سيرة الملك الظاهر. ص. 99 - 100. {{استشهاد بكتاب}}: تحقق من التاريخ في: |سنة= (مساعدة)
84. ↑  تُحفة النُّظَّار في غرائب الأمصار وعجائب الأسفار: بغداد دار السلام وحضرة الإسلام.لِابن بطوطة نسخة محفوظة 17 سبتمبر 2020 على موقع واي باك مشين.
85. ↑  الصيَّاد، فُؤاد عبدُ المُعطي (1960م). المغول في التاريخ، من چنكيز خان إلى هولاكو خان (ط. الأولى). بيروت - لُبنان: دار القلم. ص. 280 - 281. {{استشهاد بكتاب}}: تحقق من التاريخ في: |سنة= (مساعدة)
86. ↑  أربعة قُرونٍ من تاريخ العراق الحديث، ستيڤن همسلي لونغريك، ترجمة جعفر خيَّاط، الطبعة الأولى، 1941م، صفحة 27
87. ↑  العدل، بشير (الجمعة 20 آب (أغسطس) 2004م). "الحروب الصليبية وسقوط بغداد: كتاب يكشف أوجه الشبه بين حالة العراق قديمًا وحديثًا". جريدة اليوم، العدد 11389. ص. 3. مؤرشف من الأصل في 22 أغسطس 2017. {{استشهاد ويب}}: تحقق من التاريخ في: |تاريخ= (مساعدة)
88. ↑  قصَّة الإسلام: مُحاولات توحيد قُوَّة الصليبين والمغول. أحداث الفترة من 639 إلى 649هـ. بِقلم د. راغب السرجاني. نسخة محفوظة 29 مايو 2016 على موقع واي باك مشين.
89. ↑  العبادي، أحمد مُختار (1969). قيام دولة المماليك الأولى في مصر والشَّام (ط. الأولى). بيروت - لُبنان: دار النهضة العربيَّة. ص. 148. {{استشهاد بكتاب}}: تحقق من التاريخ في: |سنة= (مساعدة)
90. ↑  المكتبة الشاملة: البداية والنهاية لابن كثير، الجُزء السابع عشر، صفحة 360 نسخة محفوظة 7 مارس 2016 على موقع واي باك مشين. و 363 نسخة محفوظة 07 مارس 2016 على موقع واي باك مشين. [وصلة مكسورة]
91. 1 2 3 4  إسلام ويب: التحالف الشيعي المنغولي وإسقاط الخلافة الإسلاميَّة بِبغداد نسخة محفوظة 15 يوليو 2017 على موقع واي باك مشين.
92. ↑  السُيوطي، عبدُ الرحمٰن بن أبي بكر بن مُحمَّد سابق الدين خن الخُضيري؛ تحقيق: حمدي الدمرداش (1425 هـ - 2004م). تاريخ الخُلفاء (ط. الأولى). مكتبة نزار مُصطفى الباز. ص. 464. {{استشهاد بكتاب}}: تحقق من التاريخ في: |سنة= (مساعدة)
93. ↑  الهمذاني، رشيدُ الدين فضل الله (1960م). جامع التواريخ، الإيلخانيون، تاريخ هولاكو (ط. الأولى). القاهرة - مصر: دار إحياء الكُتب العربيَّة. ص. 263. {{استشهاد بكتاب}}: تحقق من التاريخ في: |سنة= (مساعدة)
94. ↑  ابن الطُقطُقي، مُحمَّد بن عليّ بن طباطبا؛ تحقيق: عبد القادر مُحمَّد مايو (1418 هـ - 1997م). الفخري في الآداب السلطانية والدول الإسلامية (ط. الأولى). بيروت - لُبنان: دار القلم العربي. ص. 46 - 47. {{استشهاد بكتاب}}: تحقق من التاريخ في: |سنة= (مساعدة)
95. ↑  وكالة أنباء بُراثا: براءة ابن العُلقُمي رحمه الله من تُهمة الخيانة. بِقلم: أُسامة النجفي. تاريخ التحرير: 12 كانون الأوَّل (ديسمبر) 2007. "نسخة مؤرشفة". مؤرشف من الأصل في 2016-02-24. اطلع عليه بتاريخ 2016-02-15.{{استشهاد ويب}}:  صيانة الاستشهاد: BOT: original URL status unknown (link)
96. ↑  BBC العربيَّة: صدَّام: العراق على أهبة الاستعداد للحرب. تاريخ التحرير: الجُمُعة 17 كانون الثاني (يناير) 2003 نسخة محفوظة 03 مارس 2016 على موقع واي باك مشين.
97. ↑  أرمغان، مُصطفى؛ ترجمة: مُصطفى حمزة (1435هـ - 2014م). التَّاريخ السرّي للإمبراطوريَّة العُثمانيَّة: جوانب غير معروفة من حياة سلاطين بني عُثمان (ط. الأولى). بيروت - لُبنان: الدار العربيَّة للعُلوم ناشرون. ص. 11. ISBN:9786140111226. {{استشهاد بكتاب}}: تحقق من التاريخ في: |سنة= (مساعدة)

### باللُغة الفارسيَّة
1. ↑  صفا، ذبيحُ الله (1367خ). تاریخ ادبیات در ایران (جلد 3) (بالفارسيَّة). تهران - ايران: مؤسسه انتشاراتی امیرکبیر. p. 120. {{استشهاد بكتاب}}: تحقق من التاريخ في: |سنة= (help)صيانة الاستشهاد: لغة غير مدعومة (link)
2. ↑  زرين كوب، عبدُ الحُسين (1390خ). روزگاران (بالفارسيَّة) (الثانية عشر ed.). تهران - ايران: انتشارات سخن. p. 508 - 515. ISBN:978-964-6961-11-1. {{استشهاد بكتاب}}: تحقق من التاريخ في: |سنة= (help)صيانة الاستشهاد: لغة غير مدعومة (link)
3. ↑  زرين كوب، عبدُ الحُسين (1390خ). روزگاران (بالفارسيَّة) (الثانية عشر ed.). تهران - ايران: انتشارات سخن. p. 524. ISBN:978-964-6961-11-1. {{استشهاد بكتاب}}: تحقق من التاريخ في: |سنة= (help)صيانة الاستشهاد: لغة غير مدعومة (link)
4. ↑  جوینی، علاءُ الدین ابو المُنظِّر عطا ملک بن بهاءُالدین مُحمَّد (1385خ). تاریخ جهانگشای جوینی (جلد 2) (بالفارسيَّة) (الأولى ed.). تهران - ايران: دنیای کتاب. p. 115. {{استشهاد بكتاب}}: تحقق من التاريخ في: |سنة= (help)صيانة الاستشهاد: لغة غير مدعومة (link)
5. ↑  انصاری، بهمن، مغولان در ایران (تهران: نشرالکترونیک، 1393) مقدمه، صفحه 1 و 19

### باللُغات الأوروپيَّة
1. ↑  John Masson Smith, Jr. Mongol Manpower and Persian Population, pp.276
2. ↑  John Masson Smith, Jr. - Mongol Manpower and Purple Population, pp.271-299
3. ↑  National Geographic, v. 191 (1997)
4. ↑  Andre Wink, Al-Hind: The Making of the Indo-Islamic World, Vol.2, (Brill, 2002), 13.  – via مكتبة كويستيا على الإنترنت (التسجيل مطلوب)
5. ↑  The different aspects of Islamic culture: Science and technology in Islam, Vol.4, Ed. A. Y. Al-Hassan, (Dergham sarl, 2001), 655.
6. ↑  Toynbee, Arnold J., Mankind and mother earth, Oxford university press (1976) p.449
7. ↑  Matthew E. Falagas, Effie A. Zarkadoulia, George Samonis (2006). "Arab science in the golden age (750–1258 C.E.) and today", The FASEB Journal  [لغات أخرى]‏ 20, pp. 1581–1586.
8. ↑  جورج صليبا (1994), A History of Arabic Astronomy: Planetary Theories During the Golden Age of Islam, pp. 245, 250, 256–7. دار نشر جامعة نيويورك  [لغات أخرى]‏, ISBN 0-8147-8023-7.
9. ↑  King، David A. (1983). "The Astronomy of the Mamluks". Isis. ج. 74: 531–555. DOI:10.1086/353360. {{استشهاد بدورية محكمة}}: الوسيط |ref=harv غير صالح (مساعدة)
10. ↑  أحمد يوسف الحسن, Factors Behind the Decline of Islamic Science After the Sixteenth Century (cached) نسخة محفوظة 10 أكتوبر 2017 على موقع واي باك مشين.
11. ↑  David Nicolle ص:108<
12. ↑  Toynbee, Arnold J., Mankind and mother earth, Oxford university press (1976) p.448
13. ↑  Curtin, Jeremiah,The Mongols, A History,Da Capo Press 2003 ISBN 0-306-81243-6، p.99
14. ↑  Amitai-Preiss, Reuven, Mongols and Mamluks: The Mamluk-Ilkhanid War, 1260-1281 ، Cambridge University Press 2004, ISBN 0-521-52290-0, p.34
15. ↑  Nicolle, David, and Richard Hook (illustrator). 1998. The Mongol Warlords: Genghis Khan, Kublai Khan, Hulegu, Tamerlane. London: Brockhampton Press. ISBN 1-86019-407-9.
16. ↑  Hulagu Khan western campaigns. Transoxiana Webfestschrift Series I, Webfestschrift Marshak 2003 نسخة محفوظة 29 مايو 2017 على موقع واي باك مشين.
17. ↑  Fire, the Star and the Cross. by Aptin Khanbaghi. pp.60
18. ↑  Les Templiers. Une chevalerie chrétienne au Moyen Âge, Le Seuil, 2005, pp. 80-81. ISBN 2-02-066941-2
19. ↑  Les Templiers. Une chevalerie chrétienne au Moyen Âge, Le Seuil, 2005, pp. 284. ISBN 2-02-066941-2
20. ↑  René Grousset, “The empire of the Steppes, a History of Central Asia” Rutgers U. Press, New Brunwick, 1970 pp. 335, 357
21. ↑  Ian Frazier, ANNALS OF HISTORY: INVADERS: Destroying Baghdad. The New Yorker 25 April 2005: p.2 نسخة محفوظة 2023-03-07 على موقع واي باك مشين.
22. ↑  "A history of the Crusades", Steven Runciman, ISBN 978-0-14-013705-7, p.306
23. ↑  Maalouf, Amin, The Crusades Through Arab Eyes, 1986. ISBN 0-8052-0898-4, p. 243
24. ↑  Richard Foltz, Religions of the Silk Road, New York: Palgrave Macmillan, 2010, ISBN 978-0-230-62125-1, p.123
25. ↑  Al-Khalili, Jim (2011), The House of Wisdom: How Arabic Science Saved Ancient Knowledge and Gave Us the Renaissance, New York: Penguin Press, ISBN 978-1-59420-279-7, p. 233
26. ↑  "The Mongol Invasion and the Destruction of Baghdad". Lost Islamic History. مؤرشف من الأصل في 2018-10-06.
27. ↑  Dunn 2005، صفحة 97; Defrémery & Sanguinetti 1854، صفحة 100 Vol. 2 "نسخة مؤرشفة". مؤرشف من الأصل في 2014-10-29. اطلع عليه بتاريخ 2016-02-14.{{استشهاد ويب}}:  صيانة الاستشهاد: BOT: original URL status unknown (link)

### باللُغة العربيَّة
- أربعة قرون من تاريخ العراق الحديث - المستر ستيفن همسلي لونغريك - المفتش الإداري في الحكومة العراقية سابقًا. ترجمة جعفر الخيَّاط - مدير التعليم المهني العام - الطبعة الأولى عام 1941م.
- البداية والنهاية - تأليف ابن كثير.
- جامع التواريخ، تاريخ المغول - المجلد الثاني - الإيلخانيون - تاريخ هولاكو خان، رشيد الدين الهمذاني، دار إحياء الكتب العربية، القاهرة، 1960م.
- دليل خارطة بغداد المفصل - تأليف الدكتور مصطفى جواد والدكتور أحمد سوسة - مطبعة المجمع العلمي العراقي - 1958م.
- زبدة الفكرة في تاريخ الهجرة، بيبرس الدوادار، جمعية المستشرقين الألمانية، الشركة المتحدة للتوزيع، بيروت 1998م.
- السلوك لمعرفة دول الملوك، المقريزي، دار الكتب العلمية، بيروت، لبنان، الطبعة الأولى، 1997م.
- الفخري بالآداب السلطانية - لمحمد بن علي ابن طباطبا المعروف بابن الطقطقي.
- النجوم الزاهرة في ملوك مصر والقاهرة، ابن تغري بردي، دار الكتب العلمية، بيروت، لبنان، الطبعة الأولى، 1992م.

### باللُغة الإنگليزيَّة
- Amitai-Preiss, Reuven. 1998. Mongols and Mamluks: The Mamluk-Ilkhanid War, 1260–1281 (first edition). Cambridge: Cambridge University Press. ISBN 0-521-46226-6.
- Demurger, Alain  [لغات أخرى]‏. 2005. Les Templiers. Une chevalerie chrétienne au Moyen Âge. Éditions du Seuil.
- ibid. 2006. Croisades et Croisés au Moyen-Age. Paris: Groupe Flammarion.
- Khanbaghi, Aptin. 2006. The fire, the star, and the cross: minority religions in medieval and early modern Iran. London: I. B. Tauris.
- Morgan, David. 1990. The Mongols. Boston: Blackwell. ISBN 0-631-17563-6.
- ديفيد نيكول, and Richard Hook (illustrator). 1998. The Mongol Warlords: Genghis Khan, Kublai Khan, Hulegu, Tamerlane. London: Brockhampton Press. ISBN 1-86019-407-9.
- Runciman, Steven. A history of the Crusades.
- Saunders, J.J. 2001. The History of the Mongol Conquests. Philadelphia: University of Pennsylvania Press. ISBN 0-8122-1766-7.
- Sicker, Martin. 2000. The Islamic World in Ascendancy: From the Arab Conquests to the Siege of Vienna. Westport, Connecticut: Praeger. ISBN 0-275-96892-8.
- Souček, Svat. 2000. A History of Inner Asia. Cambridge: Cambridge University Press, ISBN 0-521-65704-0.

## وصلات خارجية
- مقال ستيفن داتج عن سُقوط بغداد بِيد المغول.
- بعض المصادر عن هولاكو خان والمغول.
- فصلٌ عن سقوط بغداد.

| انظر أيضًا             |                              |                |
| الغزوة السَّابقة        | غزوات وفُتوحات المغول         | الغزوة اللاحقة |
| غزو الدولة الخوارزميَّة | تاريخ الغزوة: 656 هـ \ 1258م | غزو الشَّام      |